# Ernst Ludwig Kirchner

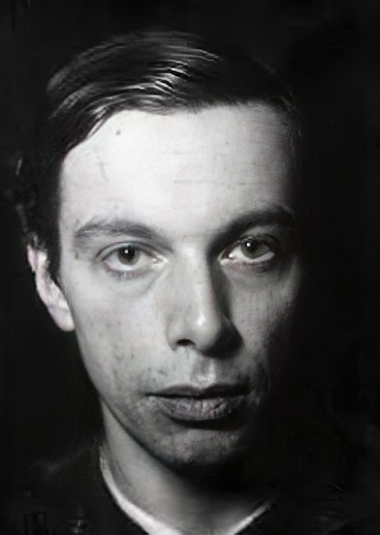
Selbstporträt, Foto aus dem Jahr 1919

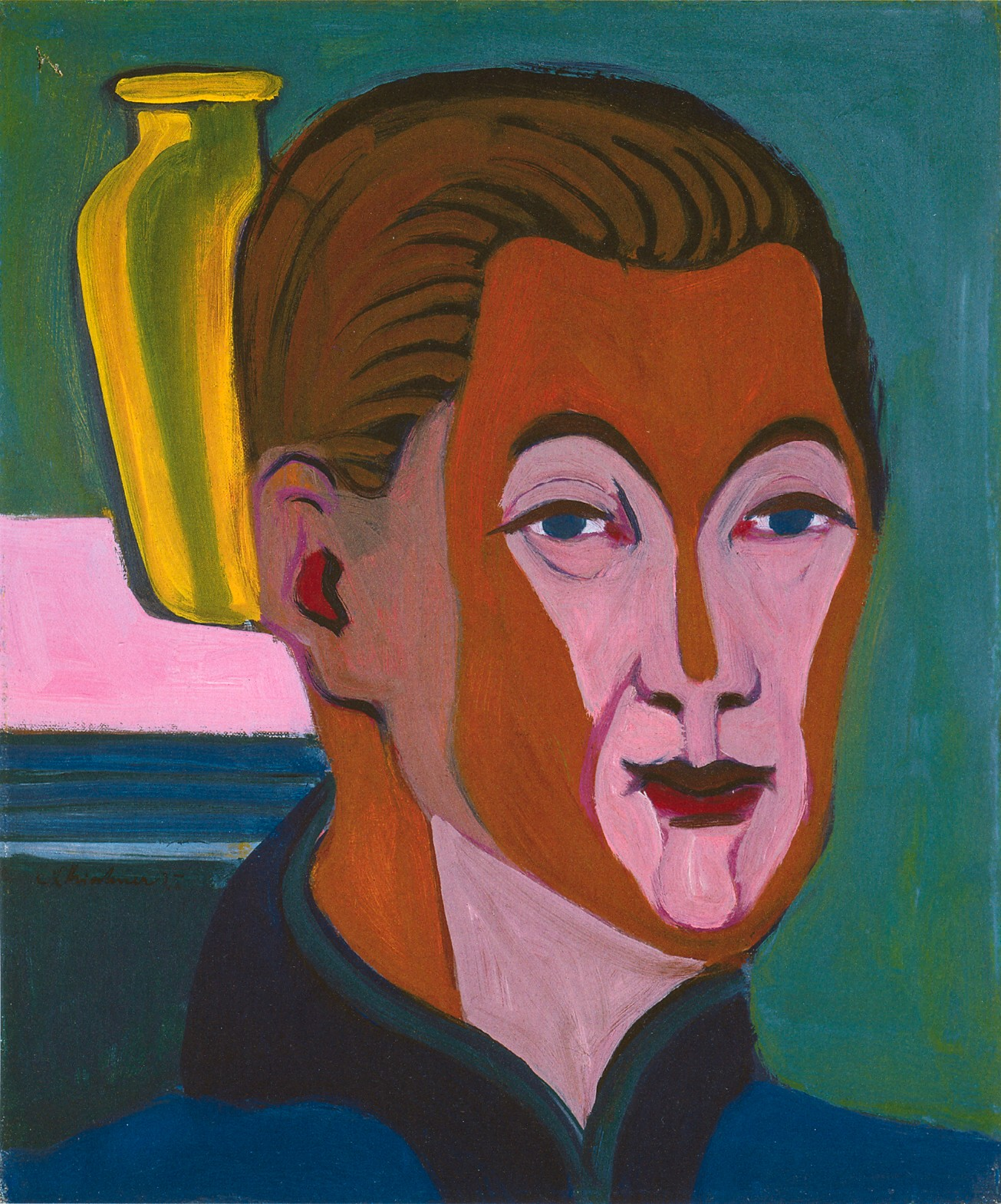
Kopf des Malers (Selbstbildnis), 1925, Kirchner Museum Davos

Ernst Ludwig Kirchner (Pseudonym Louis de Marsalle; * 6. Mai 1880 in Aschaffenburg; † 15. Juni 1938 in Frauenkirch-Wildboden bei Davos/Schweiz) war ein deutscher Maler und Grafiker und zählt zu den wichtigsten Vertretern des Expressionismus. Kirchner war ein Gründungsmitglied der Künstlergruppe Brücke. 1937 brandmarkten die Nationalsozialisten seine Werke als „entartet“. Über 600 dieser Werke wurden daraufhin verkauft oder zerstört. Ein Jahr darauf starb er durch eine Schussverletzung.

## Leben und Werk

### Ausbildung

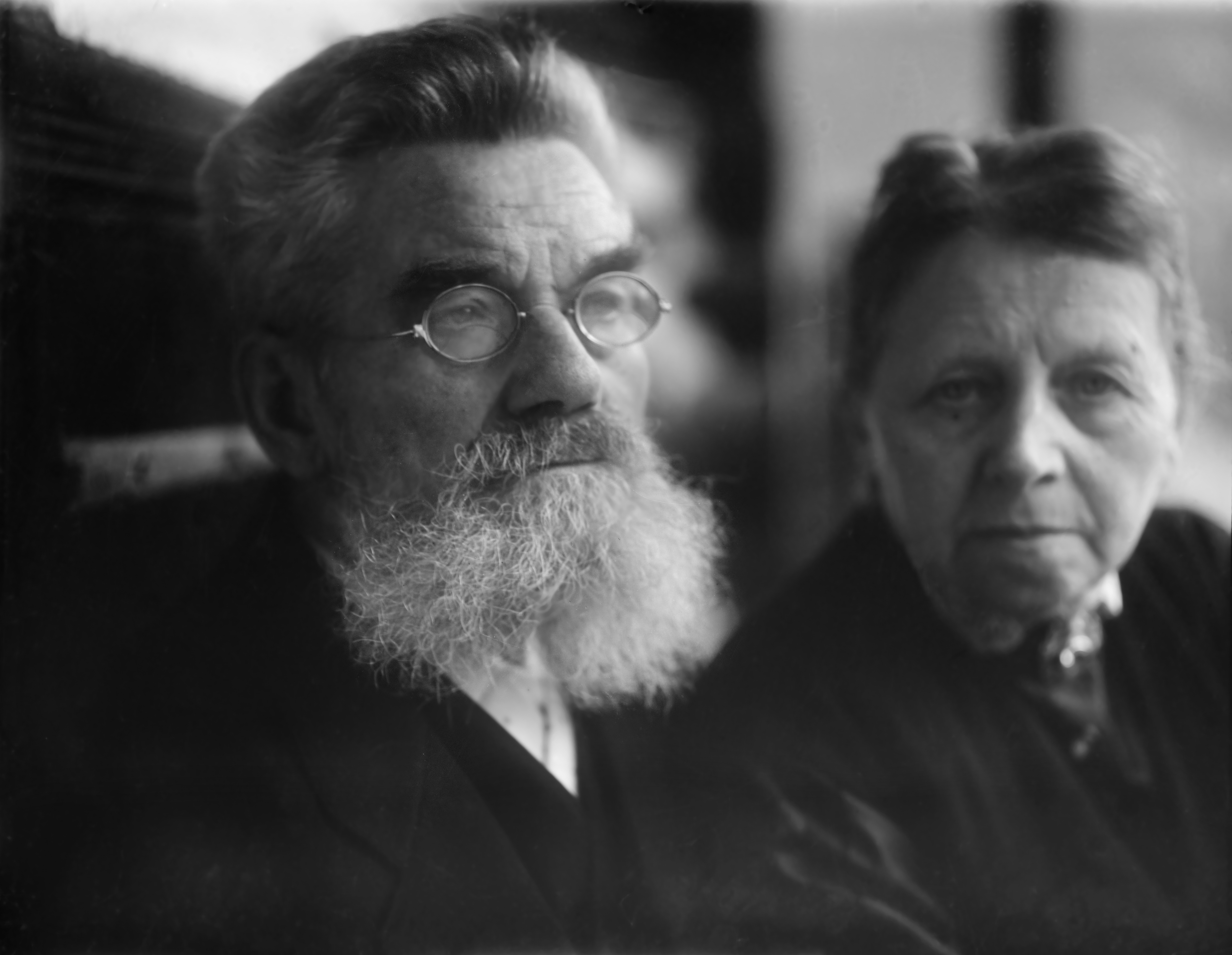
Die Eltern Ernst und Maria Kirchner um 1917

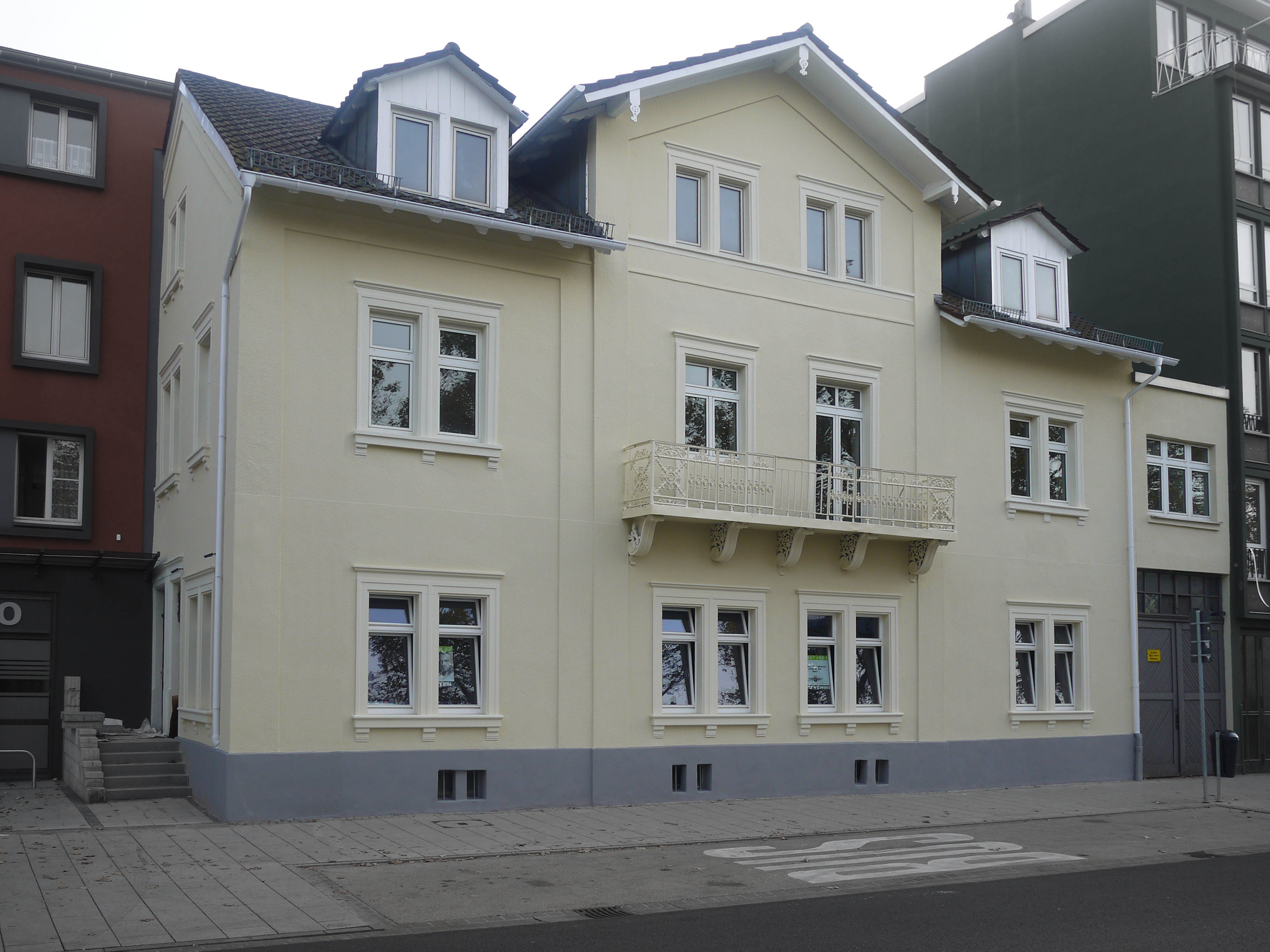
Kirchners Geburtshaus, Ludwigstraße 19 in Aschaffenburg

Ernst Ludwig Kirchner wurde als ältester Sohn von Maria Elise Kirchner, geborene Franke (1851–1928), und ihrem Mann Ernst Kirchner (1847–1921), einem Chemiker für industrielle Papierherstellung, ab 1892 Professor an der Technischen Lehranstalt und Gewerbeakademie in Chemnitz, in Aschaffenburg geboren. Er hatte zwei jüngere Geschwister, Hans Walter und Ulrich Kirchner. Die Studienjahre, die er nach dem Abitur in Chemnitz 1901 mit einem Architekturstudium an der Technischen Hochschule Dresden begann, beendete er 1905 erfolgreich mit der Diplomarbeit Entwurf einer Friedhofsanlage. Im Wintersemester 1903/04 hatte er an der Technischen Hochschule München studiert, die ihn enttäuschte; lediglich der Besuch der Münchner Debschitz-Schule war für ihn ein Gewinn. Nach dem vollendeten Studium entschied er sich jedoch gegen den Beruf des Architekten.

### Die Künstlergruppe Brücke
Am 7. Juni 1905 schloss Kirchner sich mit Erich Heckel, Fritz Bleyl und Karl Schmidt-Rottluff – Autodidakten wie er – zur Dresdner Künstlergemeinschaft Brücke zusammen. 1906 schlossen sich Cuno Amiet, Emil Nolde und Max Pechstein als aktive Mitglieder an. In dieser Zeit entwickelte Kirchner sich von einem impressionistisch beeinflussten Maler zum Expressionisten. Zu seinen bevorzugten Themen gehörten neben Aktmalerei und Porträts auch Landschaften, Stadtansichten und die Welt des Varietés. Für das Holz geschnittene Manifest der Künstlergruppe entwarf Kirchner 1906 eine stark abstrahierte Figur, die von Kunsthandwerk der Fungom-Region, Kamerun inspiriert war. Auch in seinem späteren Schaffen war Kirchner stark beeinflusst von künstlerischen Stilen Kameruns. Dies wurde unter anderem durch die Ausstellung Ernst Ludwig Kirchner und die Kunst Kameruns (2008) in Zürich und Frankfurt deutlich.
Doris Große, genannt „Dodo“, eine Modistin aus Dresden, wurde ab 1909 für zwei Jahre Kirchners Modell und Geliebte. Ab demselben Jahr stand die damals neunjährige Lina Franziska Fehrmann, genannt „Fränzi“, Modell für die Maler Heckel, Pechstein und Kirchner. Im Sommer an den Moritzburger Teichen, im Winter in den Dresdner Ateliers wurde sie von den Künstlern skizziert, gezeichnet, gemalt und in druckgrafischen Techniken porträtiert. Erst im Juli 1995 wurde in einem Skizzenbuch Kirchners ihr Familienname „Fehrmann“ entdeckt, sodass bei der Nachforschung in Kirchenbüchern ihre Identität festgestellt werden konnte.
Kirchner lebte bis 1911 in Dresden und zog dann nach Berlin. Ausschlaggebend für diese Entscheidung war der mangelnde Erfolg seiner Kunst. In Berlin besserte sich seine Lage zunächst nur wenig. In seinen Bildern war jedoch eine Veränderung bemerkbar. So wurden seine runden Formen nun zackiger, die Striche erschienen nervöser (Kontrast von Landschaft und Großstadt), seine Farben ließen in der Leuchtkraft nach. Straßenszenen tauchten in seinem Werk auf. Es sind in der heutigen Kirchner-Rezeption die gefragtesten Bilder des Künstlers. 1911 nahm er mit weiteren Brücke-Künstlern an einer Ausstellung der Neuen Secession, geleitet von Max Pechstein, in Berlin teil.
Im Dezember 1911 gründete Kirchner zusammen mit Max Pechstein eine Malschule namens MUIM-Institut („Moderner Unterricht in Malerei“), die aber nur zwei Schüler und damit keinen Erfolg hatte. 1912 lernte er seine langjährige Lebensgefährtin Erna Schilling (1884–1945) kennen. Nach der Teilnahme an der Ausstellung des Sonderbunds in Köln verfasste Kirchner 1913 eine Chronik über die „Brücke“, in der er seine Bedeutung für die Künstlergruppe stark überbetonte. Daraufhin kam es zum Streit mit den anderen verbliebenen Mitgliedern, in dessen Folge Kirchner austrat. Das führte zur endgültigen Auflösung der Gruppe.

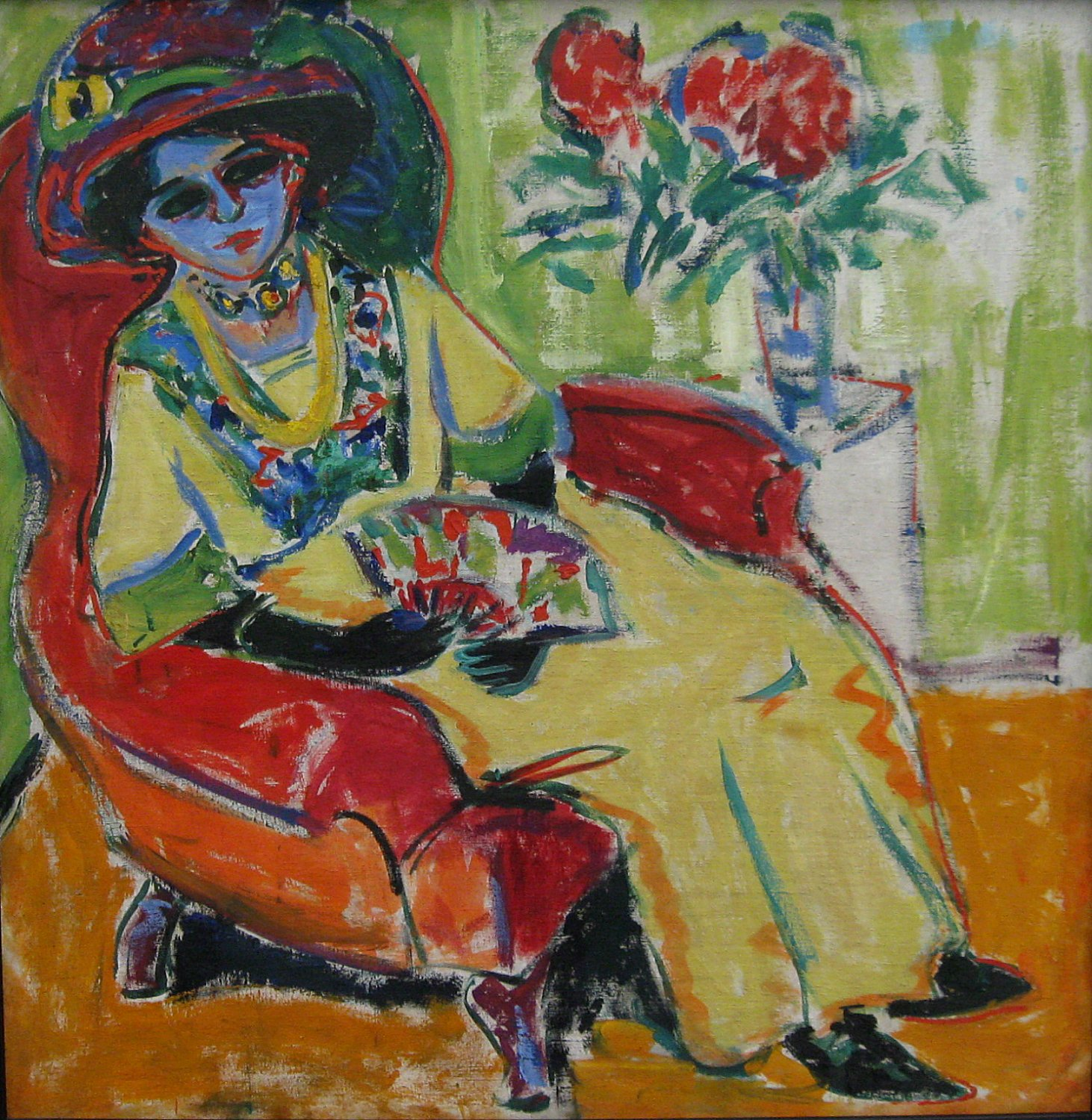
Sitzende Dame (Dodo), 1909, Pinakothek der Moderne, München
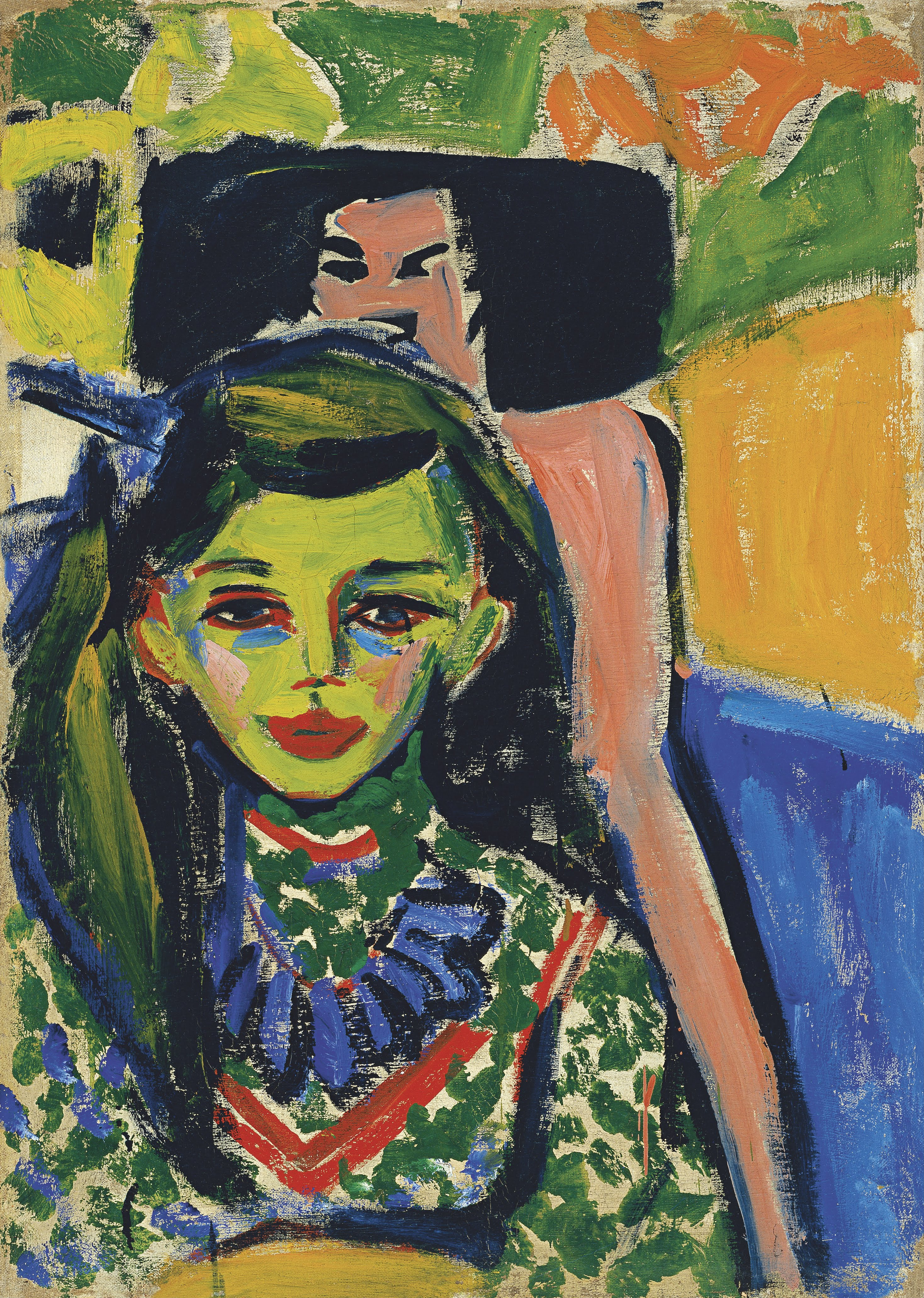
Fränzi vor geschnitztem Stuhl, 1910, Museo Thyssen-Bornemisza, Madrid
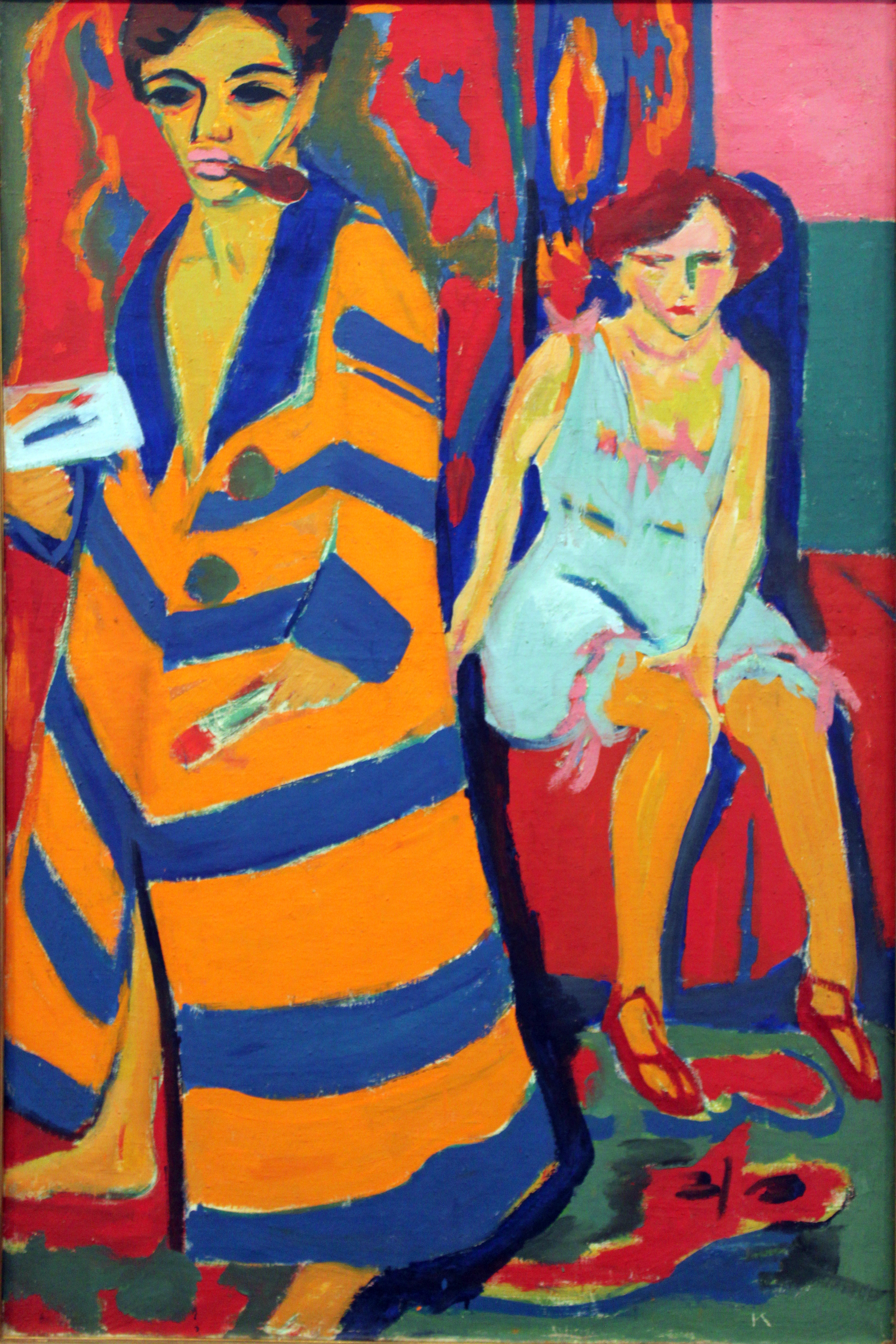
Selbstbildnis mit Modell, 1910, Hamburger Kunsthalle
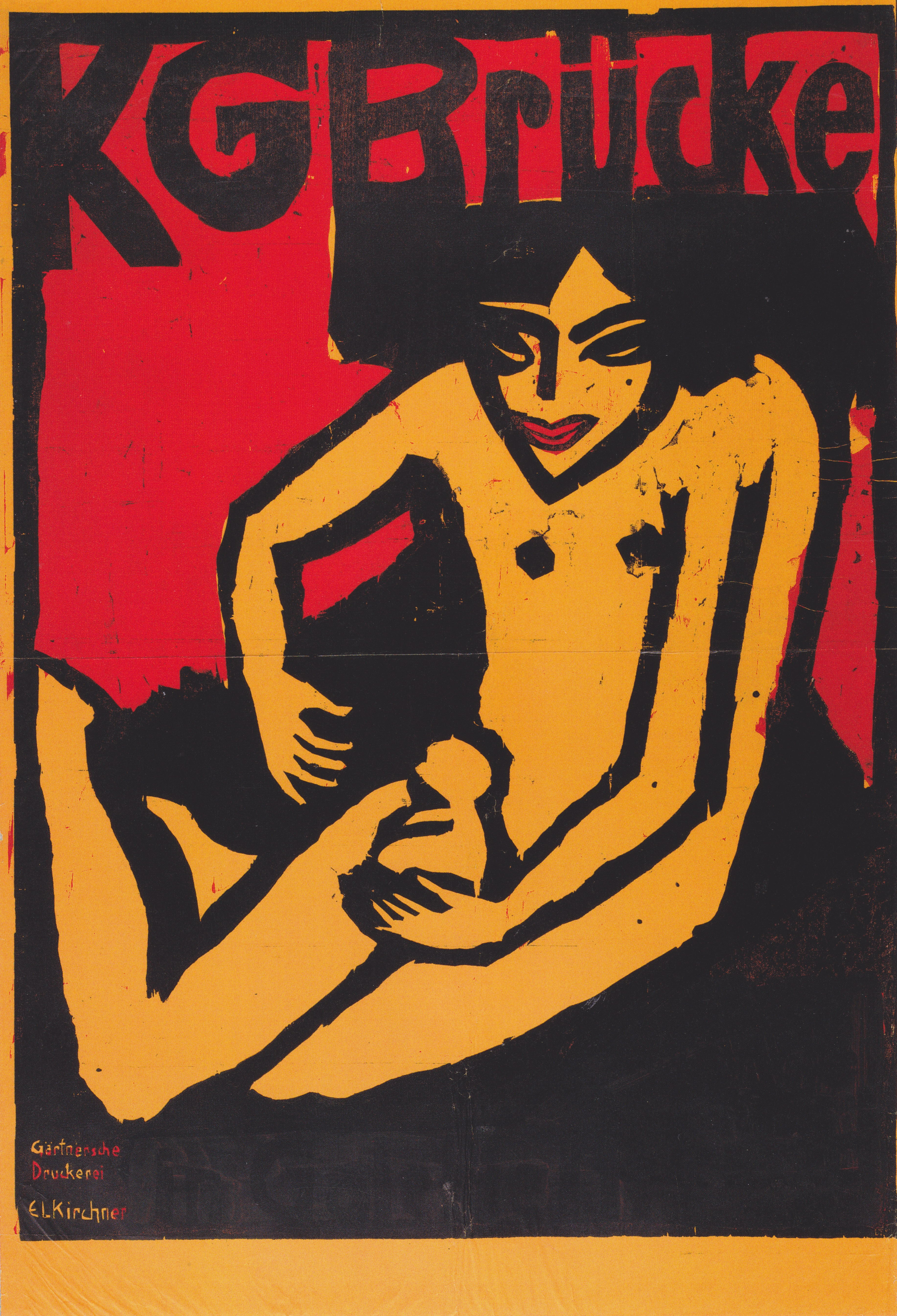
Kirchners Ausstellungsplakat, 1910, Galerie Arnold in Dresden
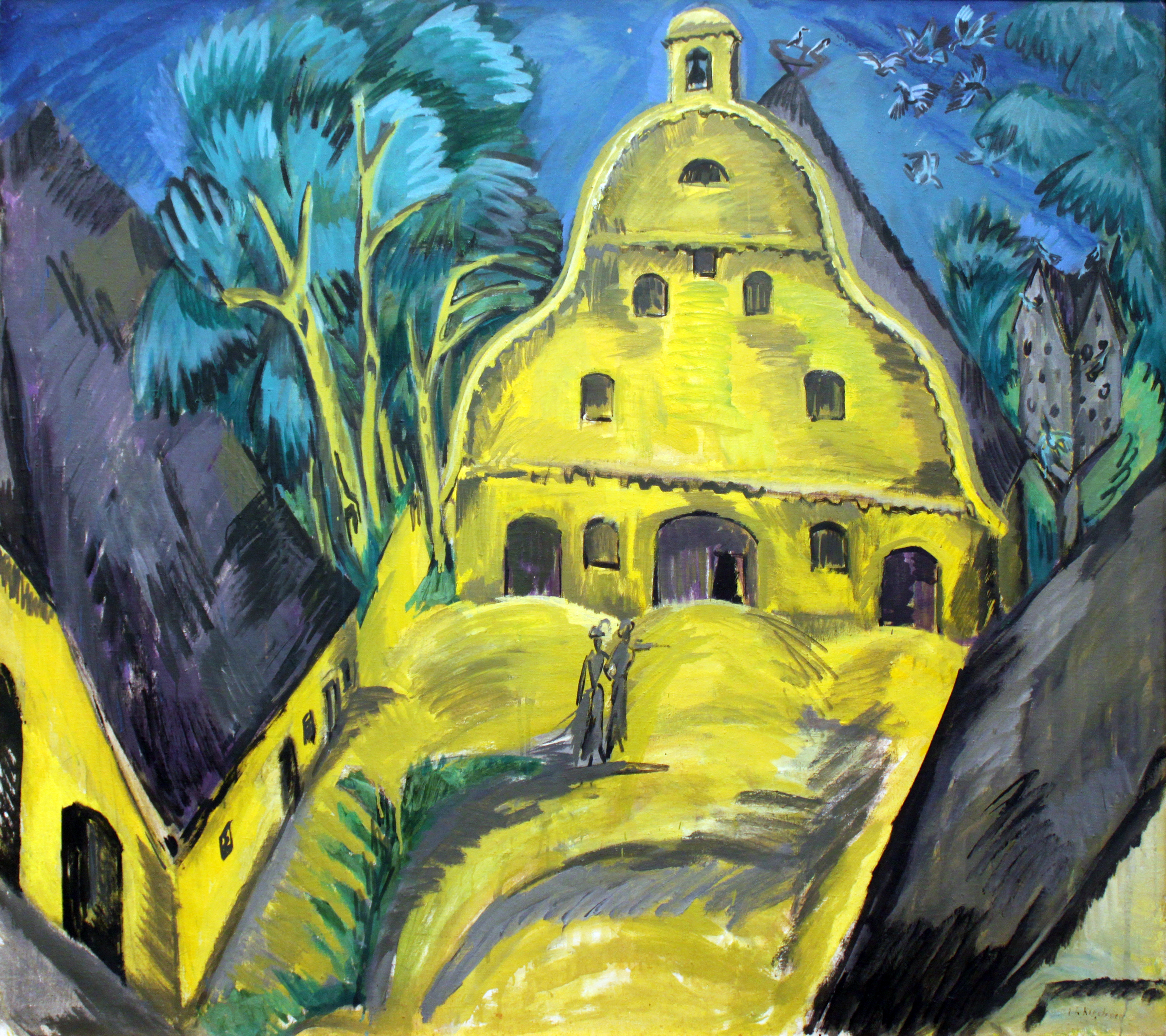
Gut Staberhof auf Fehmarn, 1913, Hamburger Kunsthalle

### Aufenthalte auf Fehmarn
Im Jahr 1908 und in den Jahren 1912 bis 1914 lebte Kirchner im Sommer auf Fehmarn und malte Küstenbilder, so beispielsweise das Gemälde Leuchtturm Staberhuk aus dem Jahr 1912. Während dieser vier Sommer schuf er mit über 120 Bildern ein Zehntel seines malerischen Werks, zusätzlich entstanden hunderte von Zeichnungen und Skizzen und mehrere Skulpturen. Zudem hielt er die Insel auf Fotografien fest.
1908 war Kirchner mit den Geschwistern Emi und Hans Frisch auf Fehmarn. 1912 bis 1914 reiste er mit Erna Schilling auf die Insel, gemeinsam lebten sie beim Wärter des Leuchtturms Staberhuk. 1912/1913 bekamen Kirchner und seine Partnerin häufig Besuch, unter anderem von Erich Heckel und Otto Mueller. Ein oft angenommener Besuch von Max Pechstein kann jedoch nicht eindeutig belegt werden. 1914 musste Kirchner mit seiner Frau wegen des Ausbruchs des Ersten Weltkriegs den Sommerurlaub auf der Insel vorzeitig abbrechen.

### Erster Weltkrieg

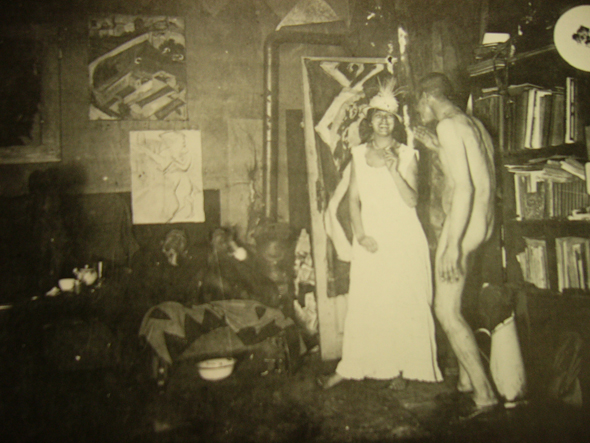
Kirchners Studio in Berlin-Steglitz, 1915

Zu Beginn des Ersten Weltkrieges meldete sich Kirchner als Freiwilliger und wurde Fahrer bei einem Artillerieregiment. Im Frühjahr 1915 kam er als Rekrut nach Halle an der Saale. Nur wenige Monate ertrug er den Drill, dann wurde er Anfang November nach einem nervlichen Zusammenbruch beurlaubt. Kirchner geriet in Abhängigkeit von Medikamenten (anfangs Veronal, später Morphin). Er wurde in Deutschland im Sanatorium Dr. Oskar Kohnstamm in Königstein im Taunus behandelt, wo er im Sommer 1916 einen Zyklus von fünf im Verfahren der Enkaustik erstellten Wandgemälden schuf. Finanziert wurden die ersten Sanatoriumsaufenthalte des mittellosen Künstlers von wenigen Museumsleuten und Kunstsammlern wie Ernst Gosebruch, Karl Ernst Osthaus, Botho Graef und Carl Hagemann, die auf sein Werk aufmerksam geworden waren.
In den Selbstporträts dieser Jahre – Der Trinker und Selbstbildnis als Soldat – spiegelt sich die Verzweiflung des Künstlers. Trotz Kriegsdienst und Krankheit begann Kirchner großformatige Gemälde zu schaffen, darunter das Triptychon der Badenden Frauen.
Seit 1914 erreichte Kirchner durch die von Botho Graef und Eberhard Grisebach betreuten Werkausstellungen des Jenaer Kunstvereins die Öffentlichkeit. 1917 schenkte Kirchner 34 Radierungen, 83 Holzschnitte und 125 Lithographien als Botho Graef Gedächtnis-Stiftung nach Jena und begründete damit seine nach dem Ersten Weltkrieg einsetzende Wirkung.

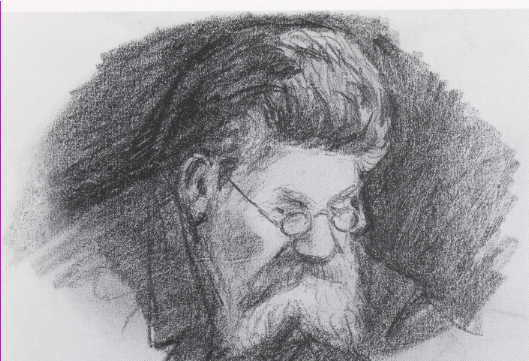
Bildnis des Vaters, 1901/02, Skizzenbuch
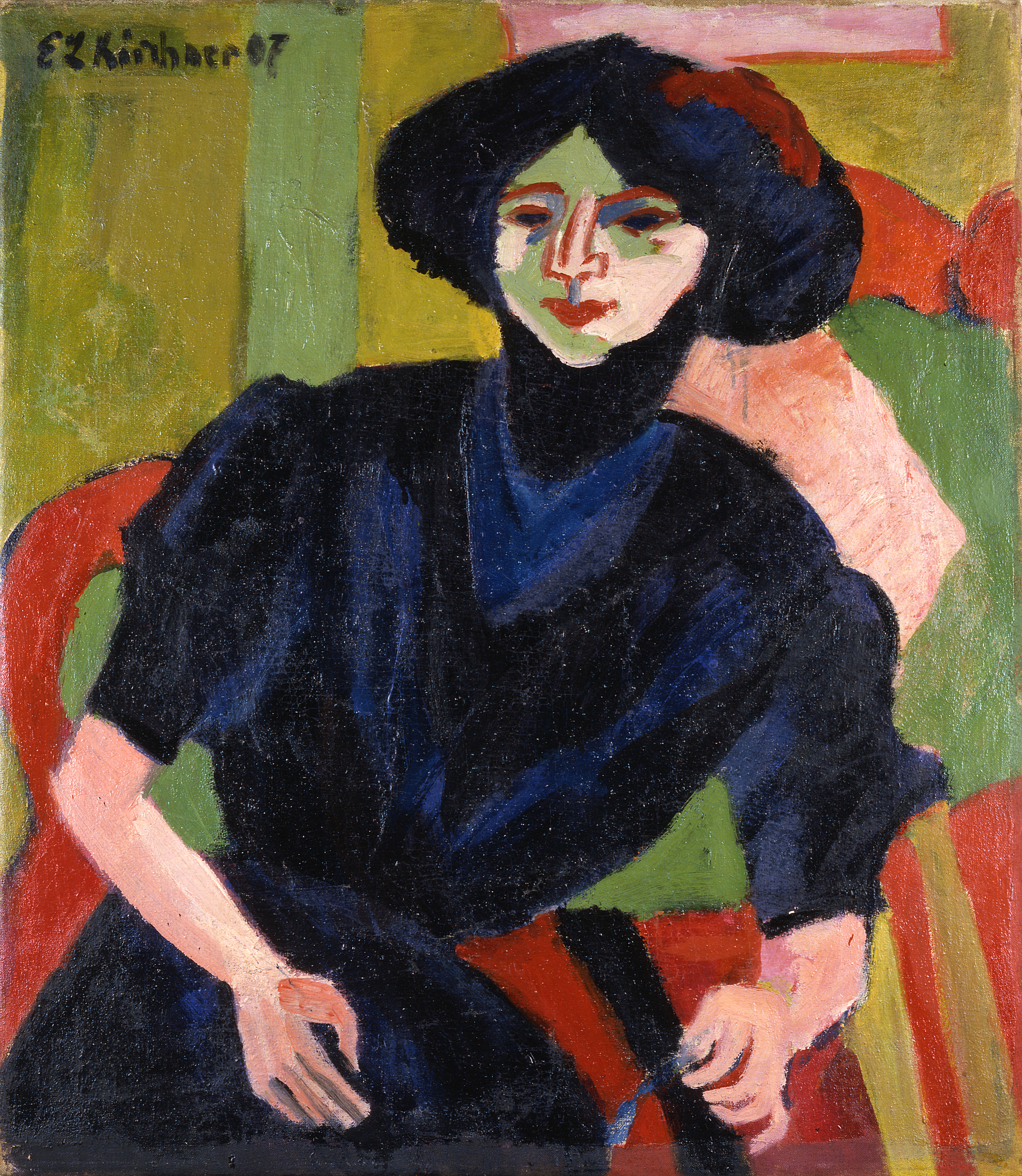
Porträt einer Frau, 1907, Saint Louis Art Museum, Missouri
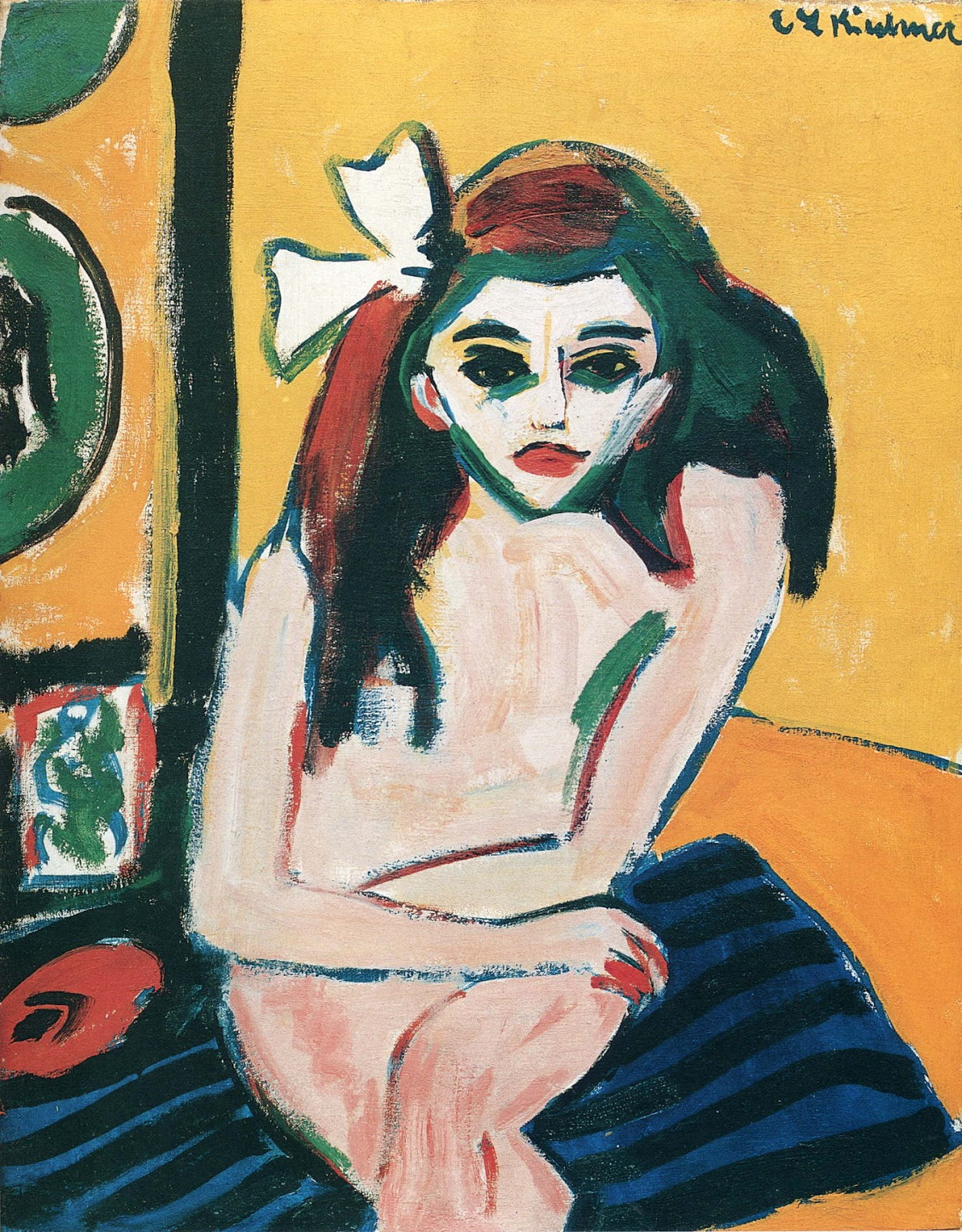
Marzella, 1909/10, Moderna Museet, Stockholm
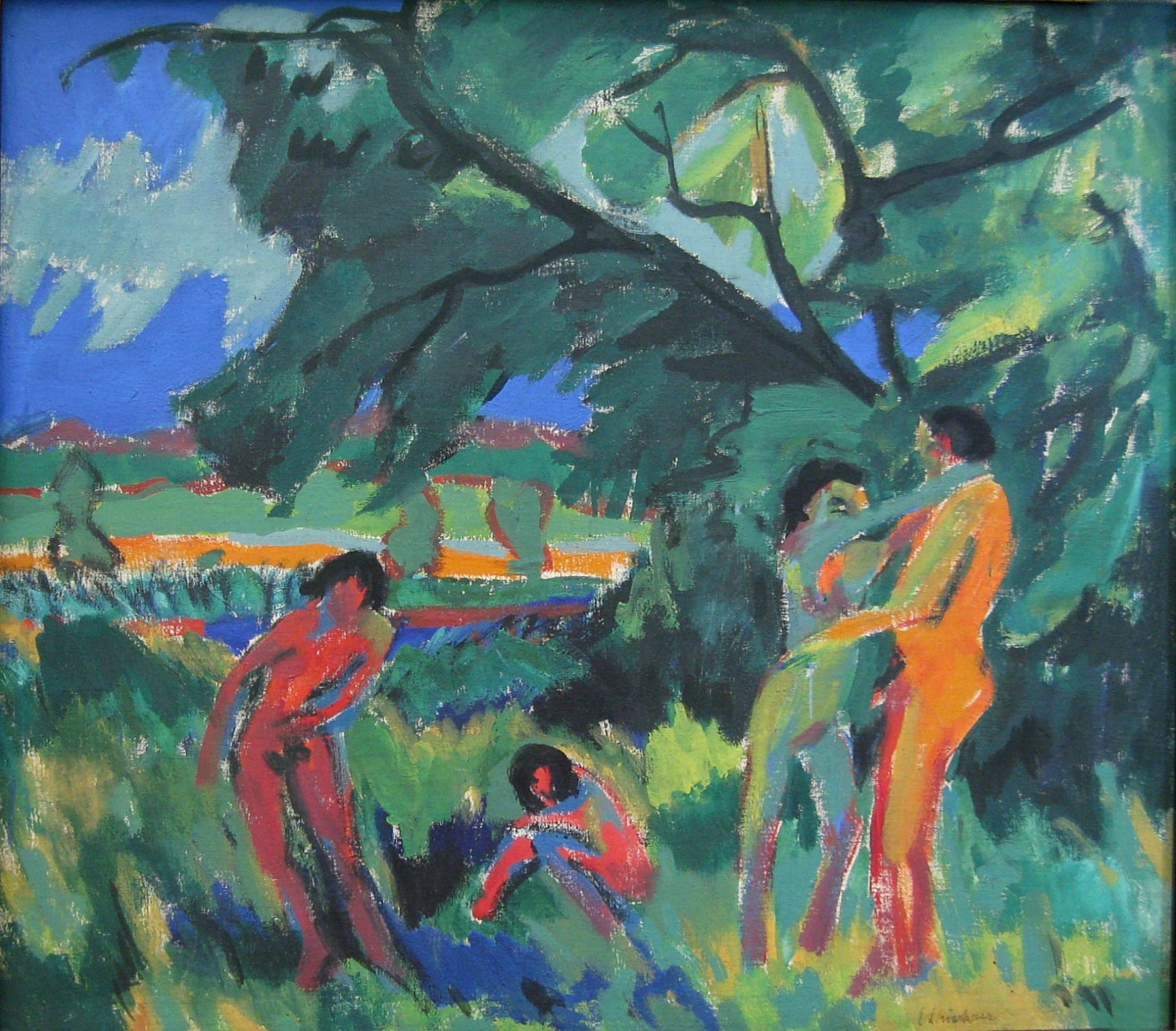
Spielende nackte Menschen, 1910, Pinakothek der Moderne, München
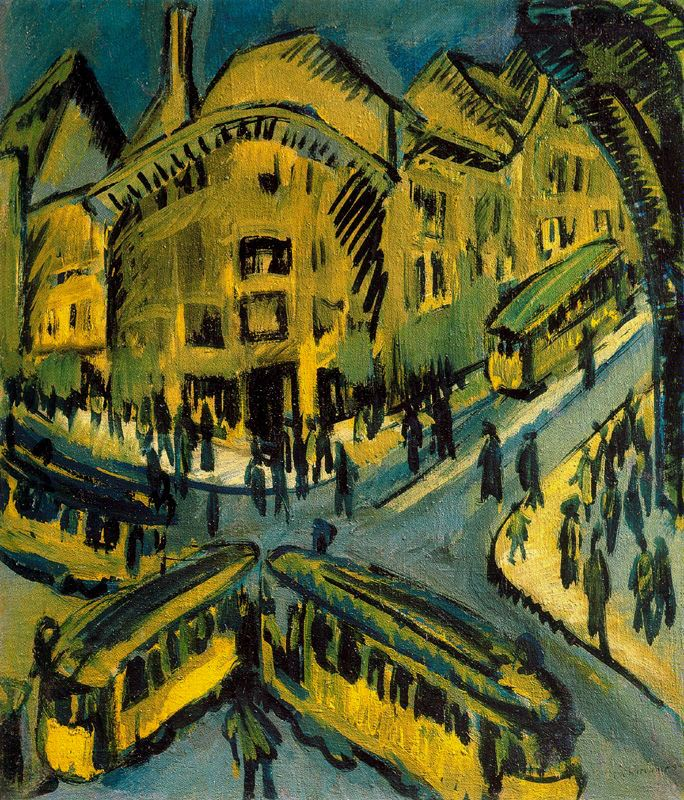
Nollendorfplatz, 1912, Stiftung Stadtmuseum Berlin
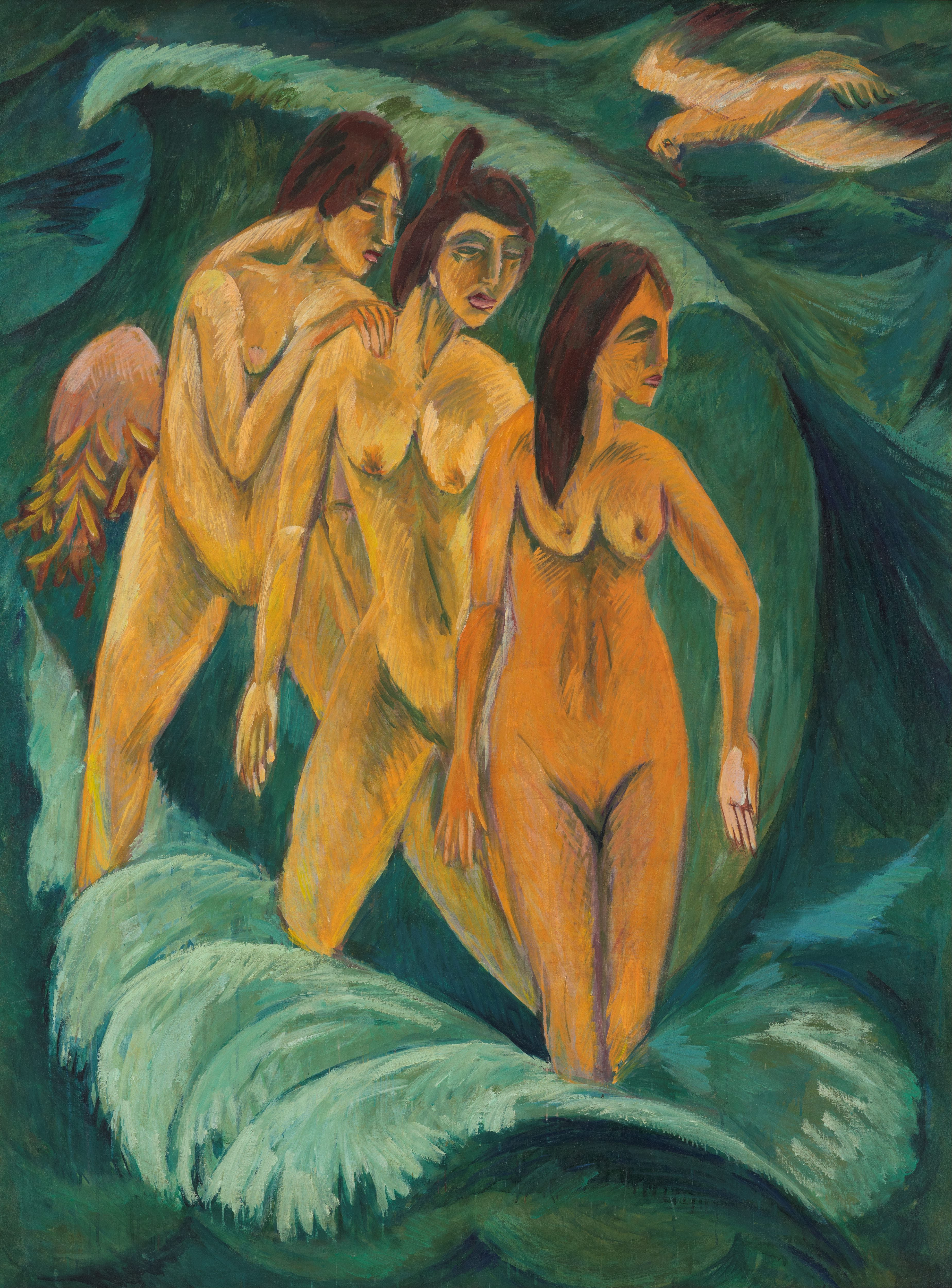
Drei Badende, 1913, Art Gallery of New South Wales
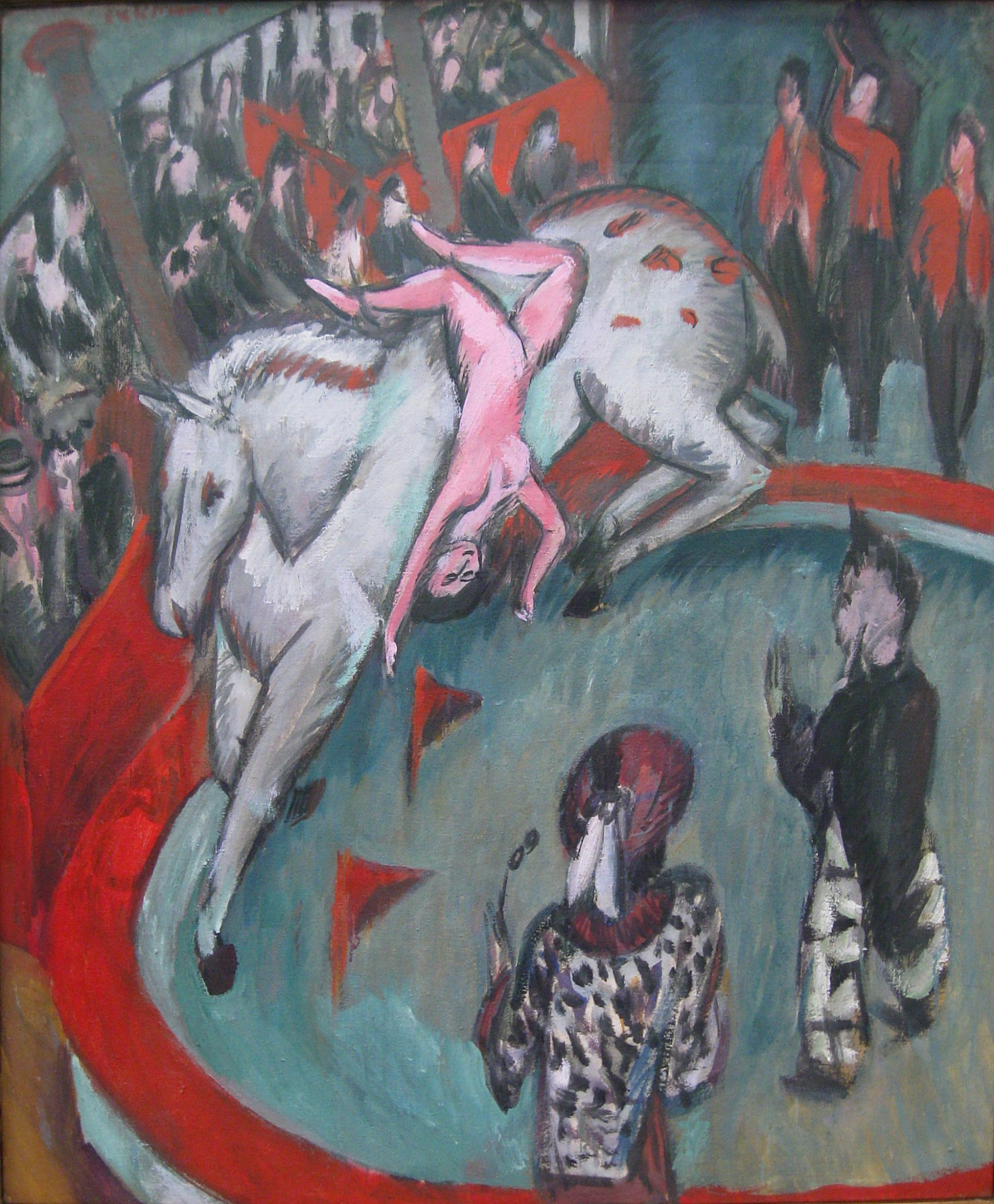
Die Zirkusreiterin, 1913, Pinakothek der Moderne, München
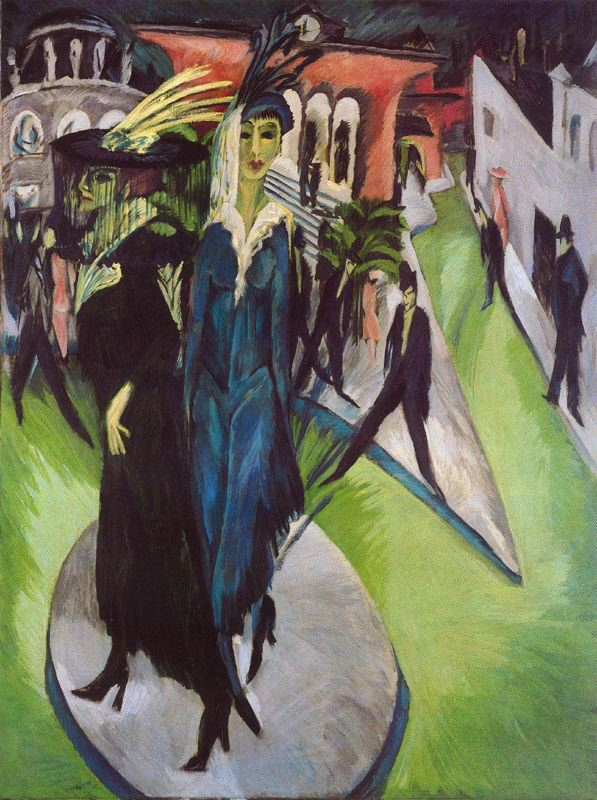
Potsdamer Platz, 1914, Neue Nationalgalerie, Berlin
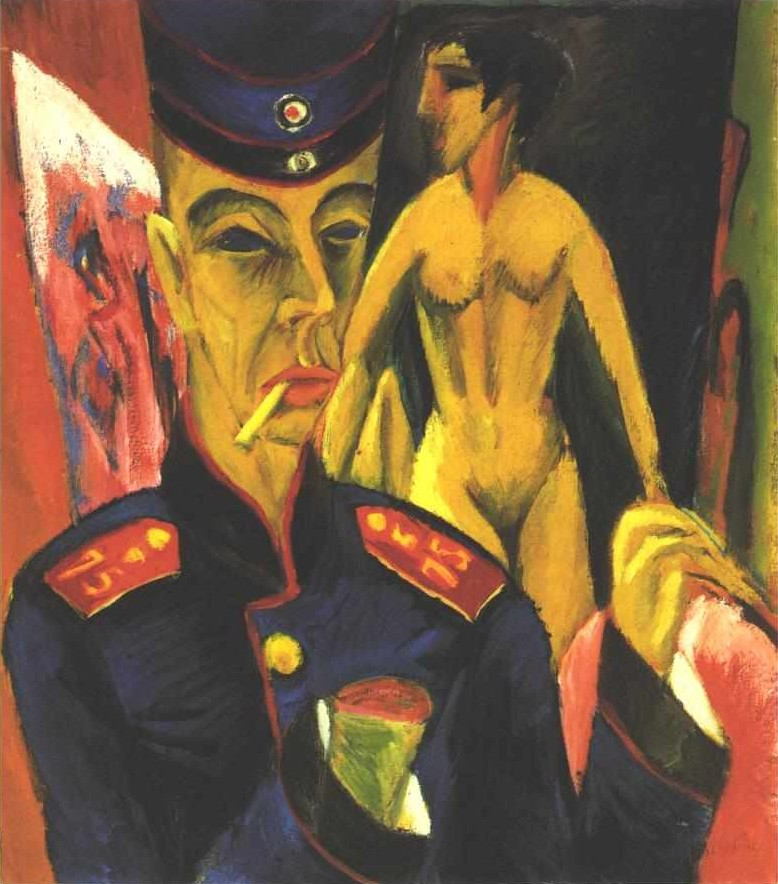
Selbstbildnis als Soldat, 1915, Allen Memorial Art Museum, Oberlin, Ohio
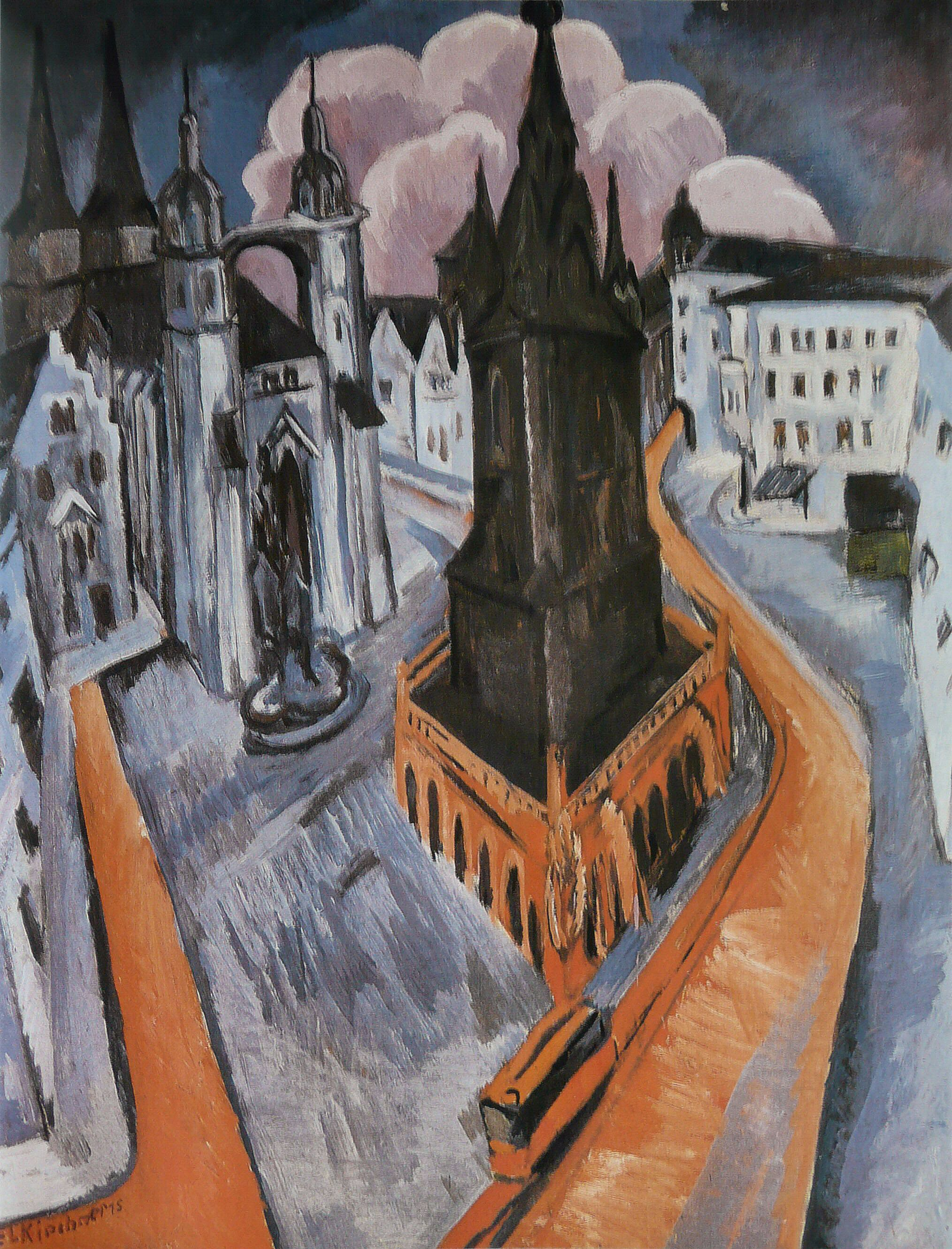
Der Rote Turm in Halle, 1915, Museum Folkwang Essen
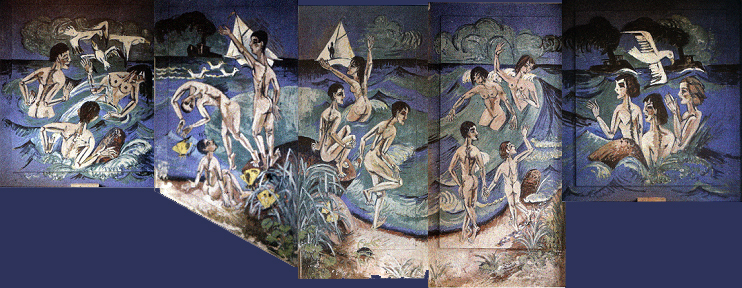
„Höchste Aufgabe Monumentaler Gestaltung“, Zitat Max Sauerlandts zu den Wandbildern von 1916

### Davoser Zeit

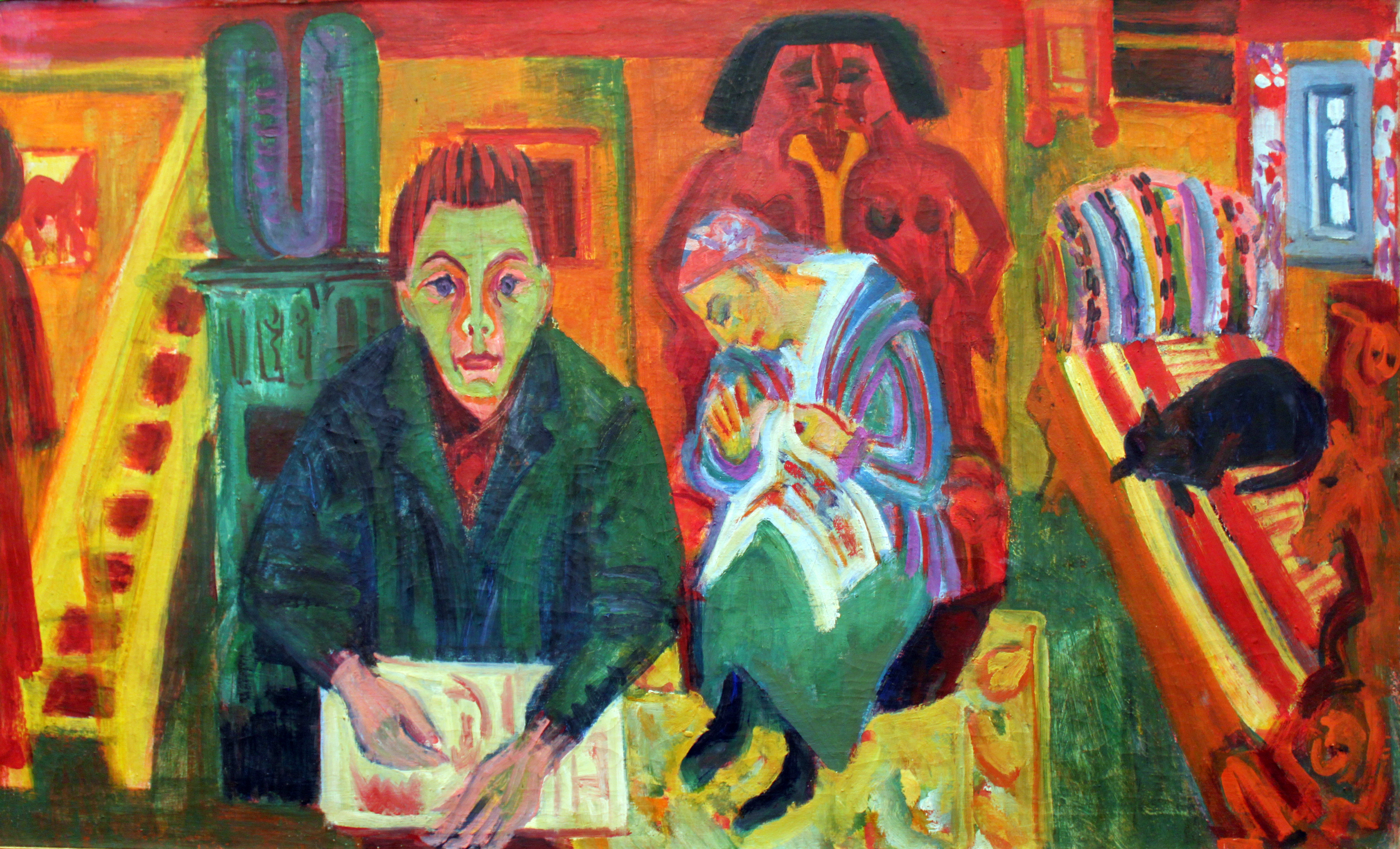
Das Wohnzimmer, 1921, Hamburger Kunsthalle

1917 zog Kirchner in die Schweiz, nach Davos. Während er, mit Lähmungserscheinungen behindert, glaubte, niemals wieder malen zu können, legte seine Lebensgefährtin Erna Schilling in Berlin durch eifrige Verkäufe die Grundlage für seine Erfolge und für seine finanzielle Unabhängigkeit. In Davos wurde er von Lucius Spengler und insbesondere von dessen Frau Helene betreut. Deren Rigorosität und Kirchners eisernem Willen war es zu verdanken, dass er 1921 von Medikamenten entwöhnt war. Diese Entwöhnung war der Beginn einer gesundheitlich relativ stabilen Phase im Leben Kirchners. Ab Mitte der 1920er-Jahre litt er zunehmend unter den harten Wintern in Davos, die seiner Gesundheit zusetzten, und unter jahrelangen schweren Depressionen Erna Schillings.

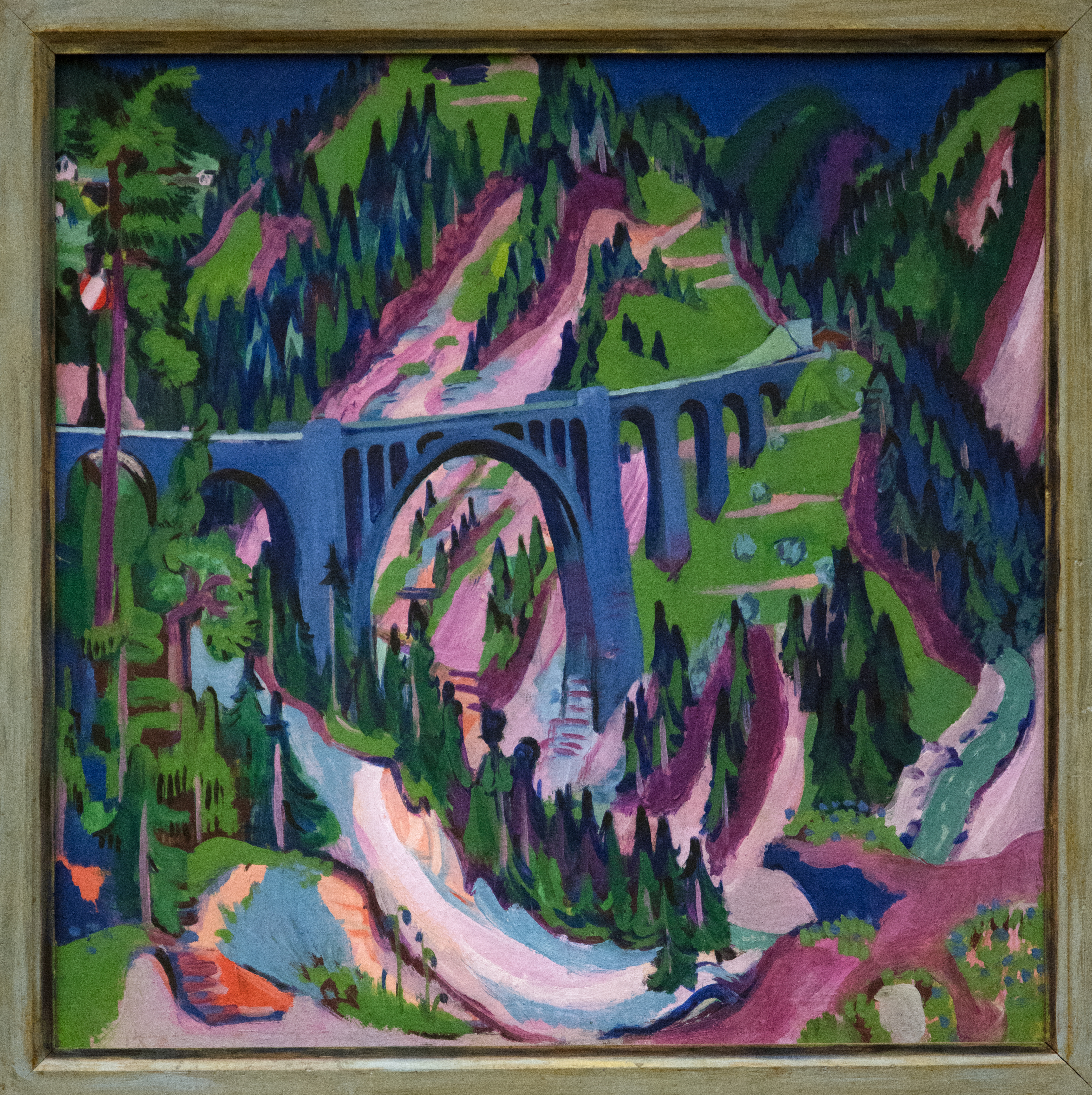
Die Brücke von Wiesen - das Bauwerk wurde 1909 vollendet

Henry van de Velde besuchte Kirchner in Davos und konnte ihn zu einem Kuraufenthalt im Sanatorium Bellvue bewegen, wo er sich mit Nele van de Velde befreundete, die seine Schülerin wurde.

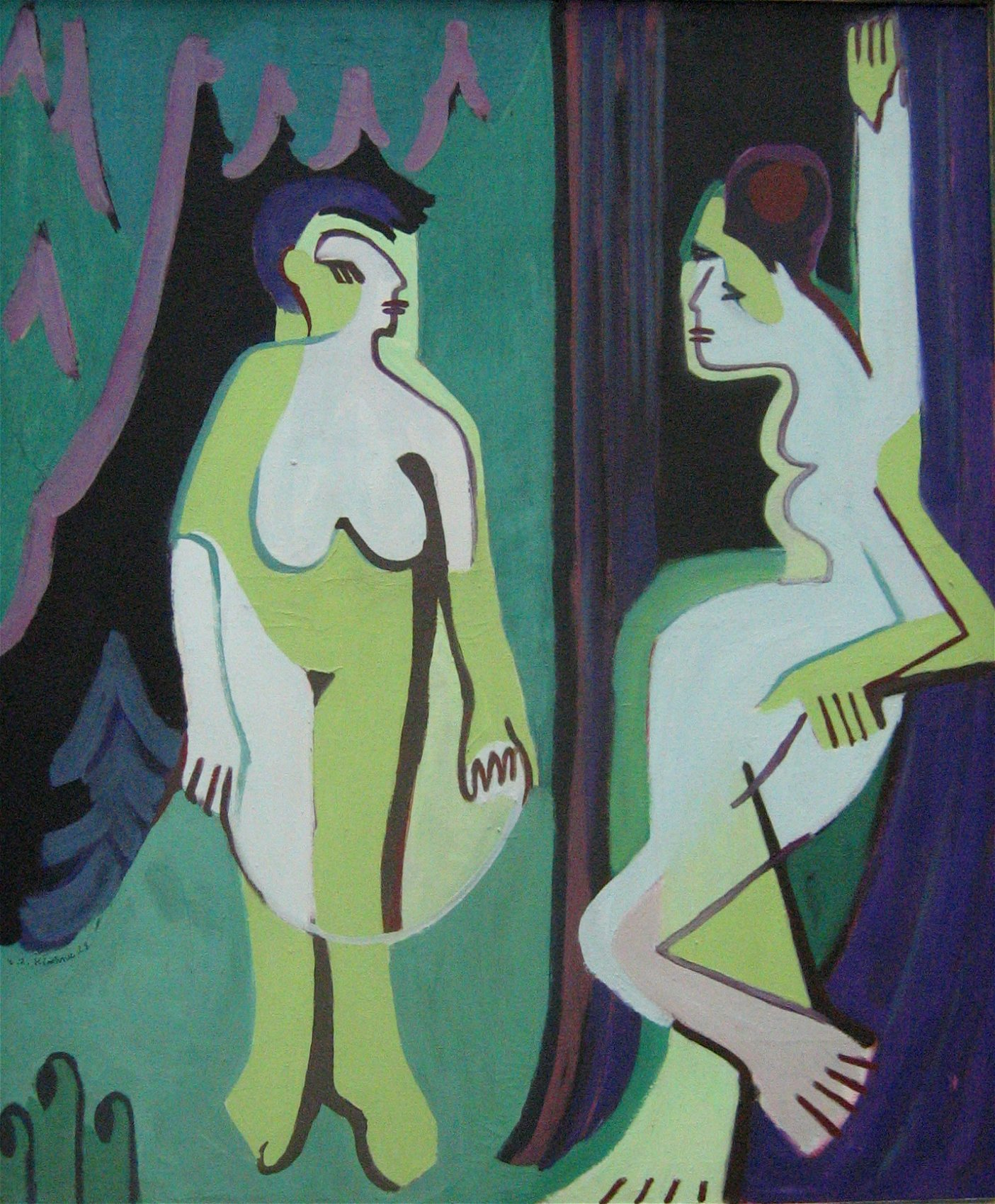
Nackte Frauen auf Waldwiese, 1928, Pinakothek der Moderne

Obwohl Kirchners Kunst seit etwa 1920 in für moderne Kunst aufgeschlossenen Kreisen feste Anerkennung genoss, wurde sie doch seiner eigenen Meinung nach in der Kunstkritik nicht hinreichend gewürdigt. Deshalb sorgte er selbst für diese Würdigung, indem er unter dem Pseudonym Louis de Marsalle verschiedentlich Aufsätze über seine eigene Kunst schrieb und nur denjenigen Kunstschriftstellern das Recht zur kostenlosen Reproduktion seiner Bilder gab, die bereit waren, sich ihre Texte vorher von ihm genehmigen zu lassen.
Nicht nur deshalb galt Kirchner als schwieriger Mensch. Sein Misstrauen grenzte ans Pathologische. Ausstellungen und Publikationen genehmigte er nur mit ausführlichen Verträgen, deren Formulierungen seinen Geschäftspartnern fast unannehmbare Bindungen auferlegten, während er sich selbst alle Freiheiten vorbehielt. Er konnte ebenso charmant und gewinnend wie beleidigend und verletzend sein. Sein Zorn traf alle, die seine frühere Zugehörigkeit zur Brücke erwähnten, ihn als Expressionisten bezeichneten oder seine Kunst in Zusammenhang mit angeblichen Vorbildern brachten.
Ende 1925 verließ Kirchner zum ersten Mal seit neun Jahren die Schweiz und reiste über Frankfurt/M. (Besuch bei seinem Kunsthändler Schames und Carl Hagemann), Chemnitz (Besuch der Mutter), Dresden (Besuch von Will Grohmann) nach Berlin. Auf der fast dreimonatigen Reise erfuhr er durchweg hohe Anerkennung, doch hoffte er vergeblich, dass ihm in Deutschland eine Professur angeboten würde.
Kirchners Malstil wurde ab 1925 zunehmend flächiger, Ende der zwanziger Jahre entwickelte er einen sehr persönlichen, immer gegenständlichen, aber stark abstrahierenden Stil. Ein geplanter Auftrag für eine große Wandmalerei im Museum Folkwang in Essen befruchtete sein Spätwerk, scheiterte aber an menschlichen Problemen zwischen dem Auftraggeber (Ernst Gosebruch) und Kirchner. In seinen letzten Lebensjahren entstanden weniger abstrahierende, aber stark von Licht- und Schattenproblemen geprägte, konstruiert-gegenständliche Bildkompositionen.
Nach der „Machtergreifung“ der Nationalsozialisten blieb er zunächst noch Mitglied der Preußischen Akademie der Künste, wurde aber im Juli 1937 endgültig ausgeschlossen. Im selben Monat wurden in Deutschland 639 Werke Kirchners aus den Museen entfernt und beschlagnahmt, 32 davon wurden im Rahmen der diffamierenden Ausstellung „Entartete Kunst“ gezeigt, darunter das Selbstbildnis als Soldat. Einige dieser Werke wurden später postum auf der documenta 1 (1955), der documenta II (1959) und auch der documenta III im Jahr 1964 in Kassel gezeigt.

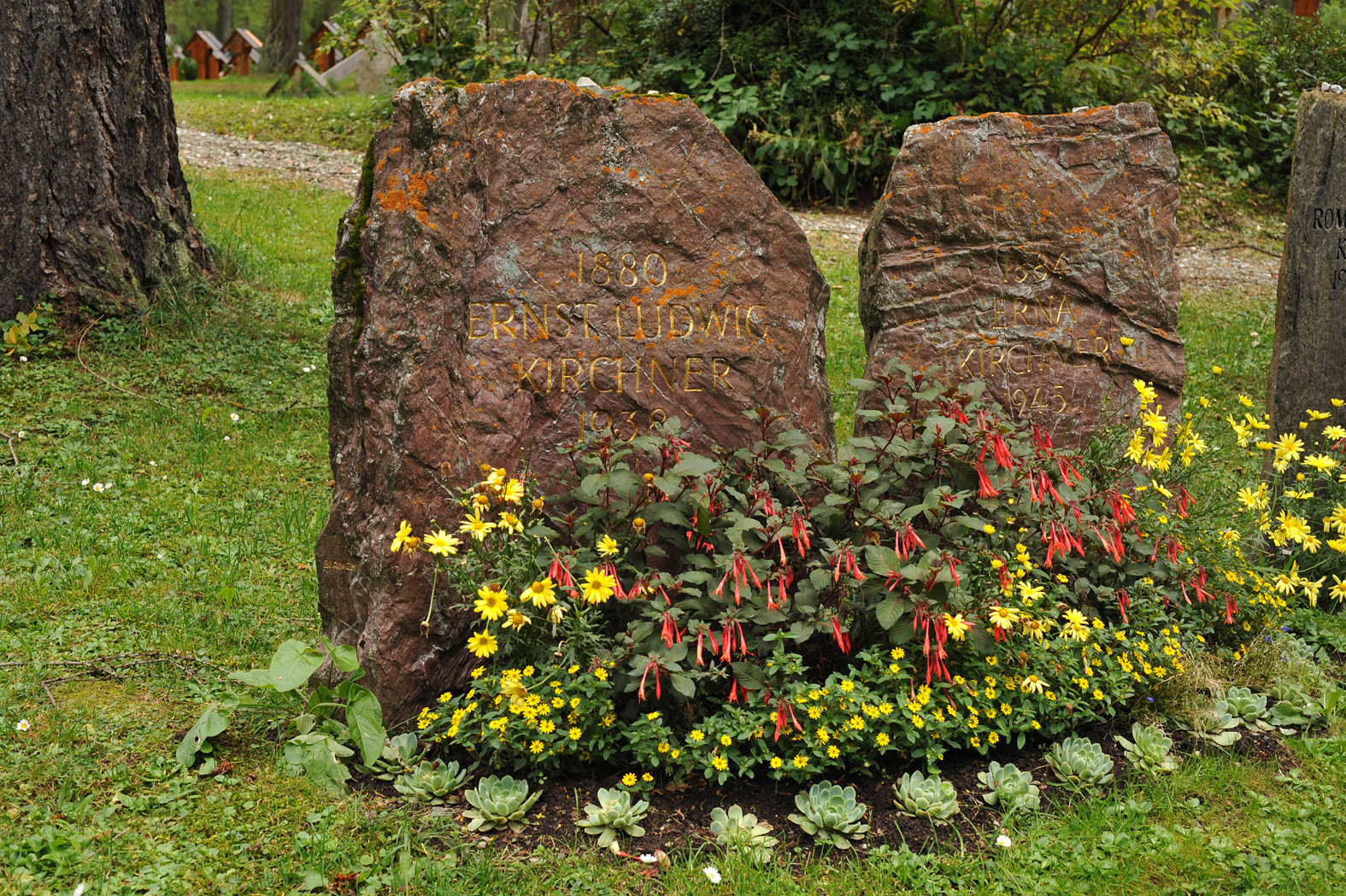
Kirchners Grabstein auf dem Waldfriedhof Davos Frauenkirch, daneben der Stein von Erna Schilling, beschriftet mit „Erna Kirchner“

Kirchner nahm sich in Davos am 15. Juni 1938 mit einem Herzschuss das Leben. Das Motiv für die Selbsttötung war nach der Literatur über Kirchner die tiefe Enttäuschung des Künstlers über die Diffamierung seiner Werke in Deutschland. Inzwischen ist aus Kirchners Schriftwechsel mit seinem Arzt Frédéric Bauer bekannt, dass er seit 1932 wieder morphiumsüchtig war. Vermutlich hat seine Selbsttötung auch mit einer von Kirchner forcierten Reduktion seiner Morphiumdosis im Jahr 1938 zu tun. Diese These wird auch durch Kirchners Abschiedsbrief an seinen Freund, den Architekten und Bildhauer Erwin Friedrich Baumann, gestützt, in dem er vor der Gefahr der Drogen warnt. Am 10. Mai beantragte er bei der Gemeinde Davos das Aufgebot für die Eheschließung mit Erna Schilling, zog es jedoch am 12. Juni wieder zurück. Zur Zeit des Suizids stand nach Aussage seiner Lebensgefährtin, die amtlich den Namen Kirchner tragen durfte, das Gemälde Schafherde (1938) auf der Staffelei.
Obwohl sich über Kirchners Äußerungen und Handlungen immer wieder Zeugnisse einer Selbststilisierung, depressiver Wahnvorstellungen und widersprüchlicher Reaktionen schieben, versuchte er konsequent, seinem Ideal des freien Künstlers zu folgen. Trotz Skepsis gegenüber der Kommerzialisierung der Kunst hat sich Kirchner als „Ausstellungskünstler“ etabliert und sich die mäzenatische Unterstützung seiner Förderer wie Carl Hagemann zunutze gemacht.

### Zweifel am Suizid
Kirchner hat sich nach Berichten über den Leichenfund mit seiner Pistole erschossen, die einen Meter neben ihm gefunden wurde. Dies ist nach Ansicht des Waffenexperten Andreas Hartl jedoch mit dem FN Browning Modell 1910 äußerst schwierig aufgrund der zusätzlichen Ballensicherung am Griff der Pistole. Wenn überhaupt, sei das nur möglich, wenn man die Mündung auf der Brust abstütze.
Der Amtsarzt, der die Leiche untersuchte, hielt einen Suizid für unzweifelhaft. Sein Befund scheint allerdings dazu nicht zu passen. Er schrieb: „Im Intercostalraum 6 und 7 findet sich je eine kleine Einschussöffnung, herrührend von einem kleinen Geschosse. Das Herz ist so gut getroffen, dass der Tod jedenfalls sofort eingetreten ist.“ Zum einen ist in diesem Zusammenhang das Vorhandensein zweier Einschüsse unwahrscheinlich, zum anderen hat der Amtsarzt explizit nicht die für einen aufgesetzten Schuss typische Schmauchhöhle festgestellt.
Ein möglicher alternativer Täter ist allerdings nicht bekannt.

## Würdigung nach 1945

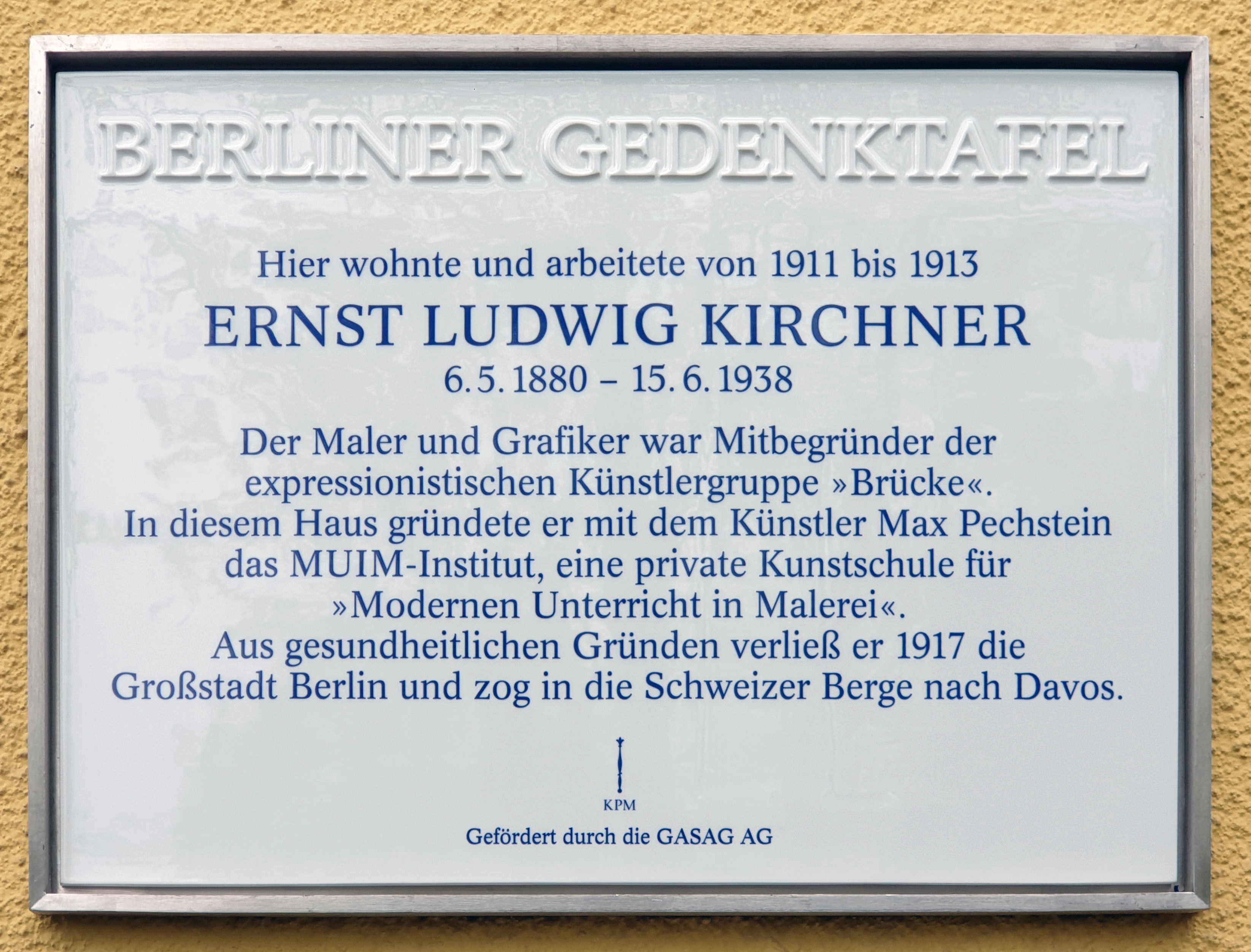
Berliner Gedenktafel am Haus Durlacher Straße 15 in Berlin-Wilmersdorf

Nach dem Zweiten Weltkrieg wurden Kirchners Arbeiten zunächst nur in Einzelausstellungen gezeigt. Seit der anlässlich seines 100. Geburtstags organisierten Retrospektive Ernst Ludwig Kirchner 1880–1938, die zuerst in der Nationalgalerie in Berlin gezeigt wurde (anschließend im Haus der Kunst München, im Museum Ludwig in der Kunsthalle Köln und im Kunsthaus Zürich), ist eine stetige Zunahme von Ausstellungen zum Werk des Künstlers zu beobachten.
Ein wichtiger Faktor ist dabei das 1992 eröffnete Kirchner Museum in Davos, das außerhalb Deutschlands über die umfangreichste Sammlung zu dem Künstler verfügt und zahlreiche Ausstellungen erarbeitet hat. Innerhalb Deutschlands hat das Städel Museum in Frankfurt den größten Bestand an Werken von Kirchner. Dieses Museum würdigte ihn im Jahr 2010 mit der Ausstellung „Ernst Ludwig Kirchner: Retrospektive“.
Im Rahmen der Serie „Deutsche Malerei des 20. Jahrhunderts“ gab die Deutsche Post im Jahre 2002 eine Sonder-Briefmarke mit dem Motiv seines Gemäldes „Rotes Elisabeth-Ufer“ heraus.
Am 26. April 2023 wurde an seinem ehemaligen Wohnort, Berlin-Wilmersdorf, Durlacher Straße 15, eine Berliner Gedenktafel enthüllt.

### Nachlass und Nachlassverwaltung
Der Nachlass von Ernst Ludwig Kirchner wurde nach dem Tod von Erna Schilling (1945) im Kunstmuseum Basel unter der Leitung von Georg Schmidt bis 1954 aufbewahrt, inventarisiert und mit dem Nachlass-Stempel sowie einem alphanumerischen Eintrag in Tinte versehen.
Die Nachlassverwaltung wurde von den Erben des Künstlers dann Roman Norbert Ketterer übergeben, der diese Aufgabe von 1954 bis zu seinem Tod 2002 mit großem Engagement ausübte. Aktuelle Nachlassverwalter sind seine Kinder Ingeborg Henze-Ketterer und Günther Ketterer.
2010 wurde in einem Prozess vor dem Amtsgericht Tiergarten in Berlin bekannt, dass das LKA Berlin bei dem Kunstfälscher Tom Sack im Jahr 2005 eine Nachbildung des Basler Nachlass-Stempels sichergestellt hatte. Bis zu diesem Zeitpunkt dürfte eine unbestimmte Anzahl von Kirchner-Fälschungen, die mit diesem Stempel versehen sind, in Umlauf gelangt sein.

### „Ernst Ludwig Kirchner Archiv“ in Wichtrach
Das „Ernst Ludwig Kirchner Archiv“ wurde 1979 gegründet und war bis 1993 in Campione d’Italia. Heute befindet es sich, geleitet von Wolfgang Henze, in Wichtrach bei Bern und umfasst die Dokumentation zum Gesamtwerk des Künstlers und eine Bibliothek zu seinem Leben und Werk, darüber hinaus Materialien allgemein zum Expressionismus.
Zielsetzung ist die Sammlung sämtlicher von und zu Ernst Ludwig Kirchner je erschienenen Texte und Abbildungen seiner Werke sowie Informationen zu Ausstellungsbeteiligungen und Angeboten im Kunstmarkt. Darüber hinaus unterstützt das Archiv Ausstellungen und Publikationen zum Künstler und zum Expressionismus und ist für die Echtheitsfragen zuständig.

### Kirchner Museum Davos

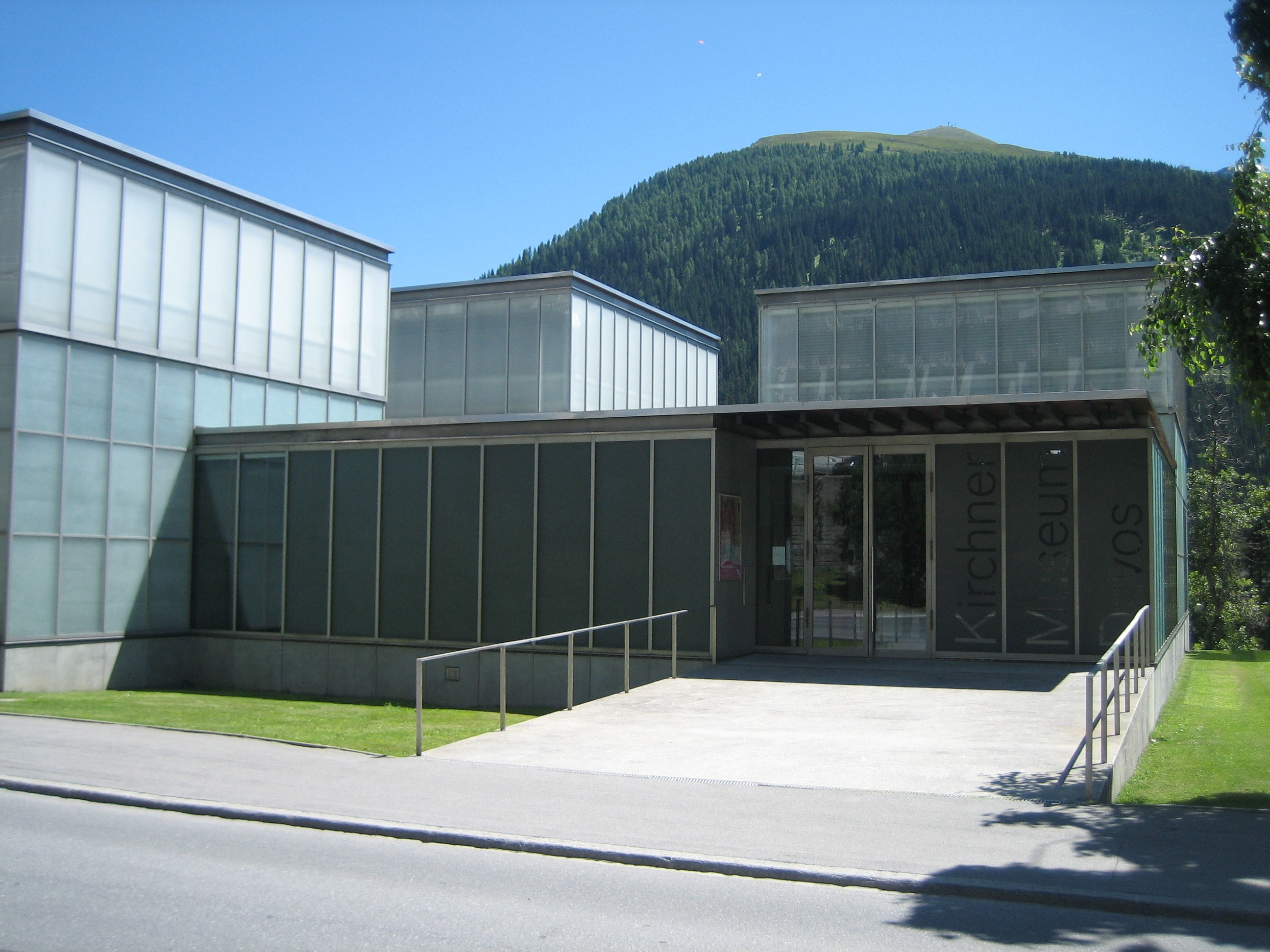
Kirchner Museum in Davos

1917 übersiedelte Kirchner nach Davos. Dort ist nahezu sein gesamtes Œuvre, insbesondere das Frühwerk, überliefert, denn es blieb auf diese Weise von den Bombardierungen des Zweiten Weltkrieges verschont. Insgesamt handelt es sich um fast 30.000 Werke, was den Künstler als einen der produktivsten des 20. Jahrhunderts auszeichnet.
Roman Norbert Ketterer und seine Frau Rosemarie Ketterer stifteten den Neubau des Kirchner Museums Davos, der von dem Zürcher Architekten-Team Gigon/Guyer geplant und gebaut wurde. Er wurde am 4. September 1992 eingeweiht. Das Museum enthält zudem ein Archiv, in dem Dokumente zu Leben und Werk des Künstlers aufbewahrt werden, darunter Urkunden, Manuskripte und Briefwechsel.

### Kirchner Verein Davos
Der „Kirchner Verein Davos“ versteht sich in enger Zusammenarbeit mit der „Ernst Ludwig Kirchner Stiftung“ als Förderverein zur Unterstützung der Aktivitäten des Kirchner Museums Davos. Gegründet am 9. Januar 1982, unterstützt er es ideell und finanziell in den Bereichen Sammlung und Bewahrung von Kunstwerken sowie bei der wissenschaftlichen Aufarbeitung, Vermittlung und Ausrichtung von Ausstellungen zum Künstler und seinem Umfeld.

### Ernst Ludwig Kirchner Stiftung Davos
Die „Ernst Ludwig Kirchner Stiftung Davos“ setzt sich ebenfalls für die Erhaltung und weitere Verbreitung des Andenkens an den Künstler und dessen Werk ein. Sie leitet das Kirchner Museum Davos und ist Eigentümerin von dessen Sammlung und unterstützt und fördert Ausstellungen und Publikationen zum Künstler und dessen Umfeld.

### Kirchnerhaus Aschaffenburg

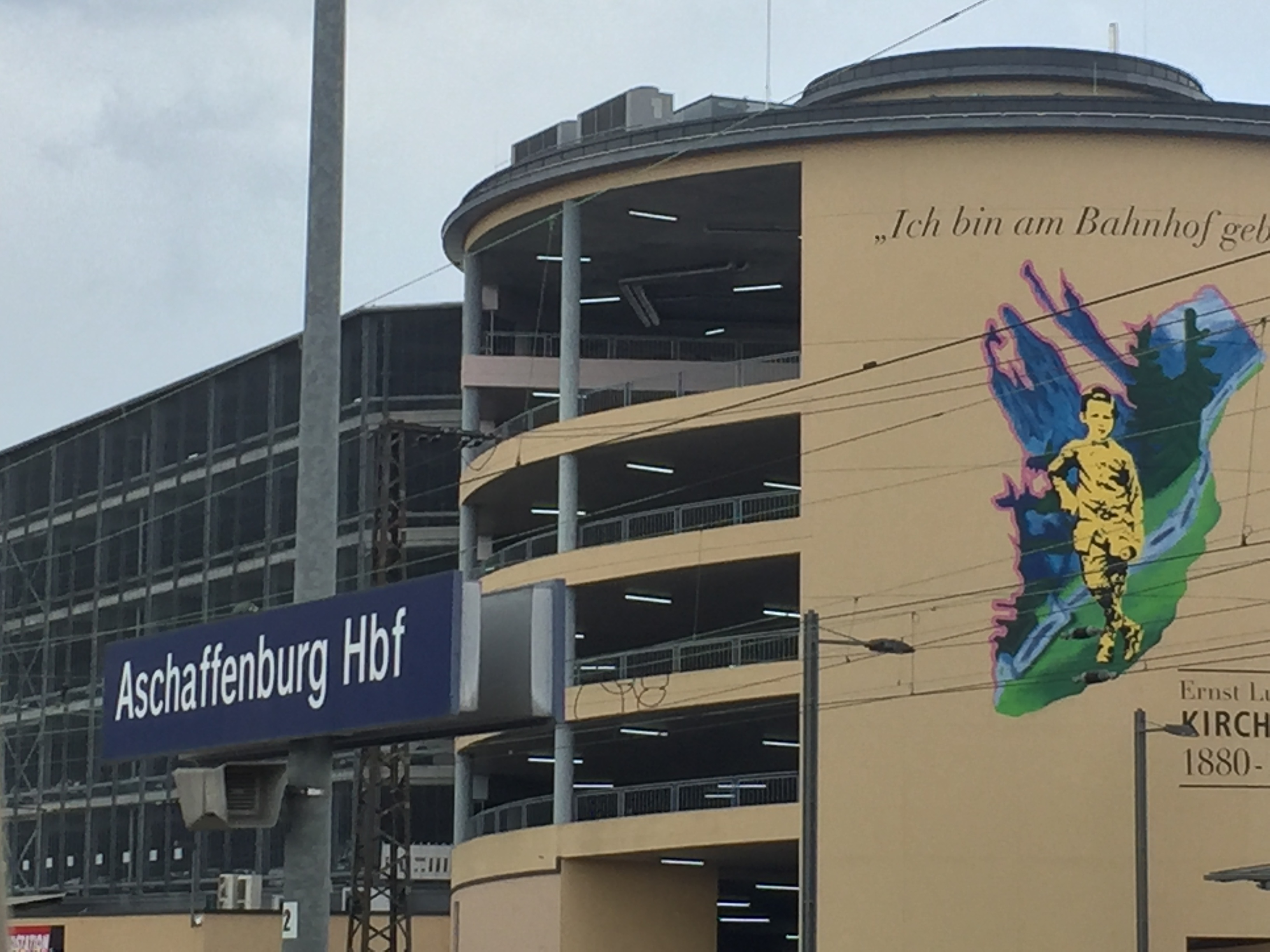
Kirchner in Aschaffenburg

Der Kirchnerhaus-Verein Aschaffenburg wurde 2011 gegründet, um das Geburtshaus des Malers einer würdigen Nutzung zuzuführen und in der Öffentlichkeit ein Bewusstsein dafür zu schaffen, dass Kirchner ein Aschaffenburger war. Er war 1880 in Aschaffenburg geboren worden und hatte seine ersten Lebensjahre in dem bis heute fast unverändert erhaltenen Stadthaus verbracht. 2013 richtete der Verein in der früheren Wohnung der Familie im Obergeschoss einen Dokumentationsraum zur Kindheit Kirchners ein. In den Räumen im Erdgeschoss werden seit 2014 Ausstellungen, Vorträge und kunstpädagogische Angebote realisiert.

### Ernst Ludwig Kirchner Verein Fehmarn
Der 1992 gegründete „Ernst Ludwig Kirchner Verein Fehmarn“ hat es sich zur Aufgabe gemacht, die Spuren Kirchners auf der Ostseeinsel Fehmarn aufzuspüren und zu erhalten. Im Haus der Stadtbücherei am Stadtpark in Burg auf Fehmarn wird die „Dokumentation der Zeit E. L. Kirchners auf Fehmarn“ in Fotos und Reproduktionen gezeigt.

### Ernst Ludwig Kirchner und Biberach
Das Braith-Mali-Museum in Biberach zeigt dauerhaft bis zu etwa 62 Werke des Künstlers, die in das Museum gelangten, da sein Bruder Hans Walter in Biberach wohnte.

### Kirchner als Namensgeber
Der am 7. März 1989 in der Thüringer Landessternwarte Tautenburg entdeckte Asteroid (16441) Kirchner wurde am 11. November 2000 nach Kirchner benannt.

## Streit um die Rückgabe der „Berliner Straßenszene“
Die Berliner Straßenszene ist ein Bild Kirchners aus dem Jahr 1913 aus der Werkreihe der Straßenszenen, elf zwischen 1913 und 1915 entstandenen Gemälden. Dieser Zyklus gilt als eines der bedeutendsten Werke des deutschen Expressionismus. Im August 2006 gab der damalige Berliner Kultursenator Thomas Flierl bekannt, dass das Land Berlin das Gemälde an die in Großbritannien lebende Erbin des jüdischen Kunstsammlers Alfred Hess zurückgeben werde. 1980 hatte das Land Berlin das Bild für etwa 1,9 Millionen DM erworben und im Berliner Brücke-Museum ausgestellt. Nach Überprüfung des Anspruchs der Erbin wurde es als NS-Raubkunst eingestuft und gemäß der Washingtoner Erklärung restituiert. Die Rückgabe war umstritten und löste heftige Reaktionen und anhaltende Diskussionen aus. Am 8. November 2006 kam das Werk beim Auktionshaus Christie’s in New York zur Versteigerung und wurde für über 30 Millionen Euro von der Neuen Galerie in New York erworben.

## Werke (Auswahl)

Gemälde
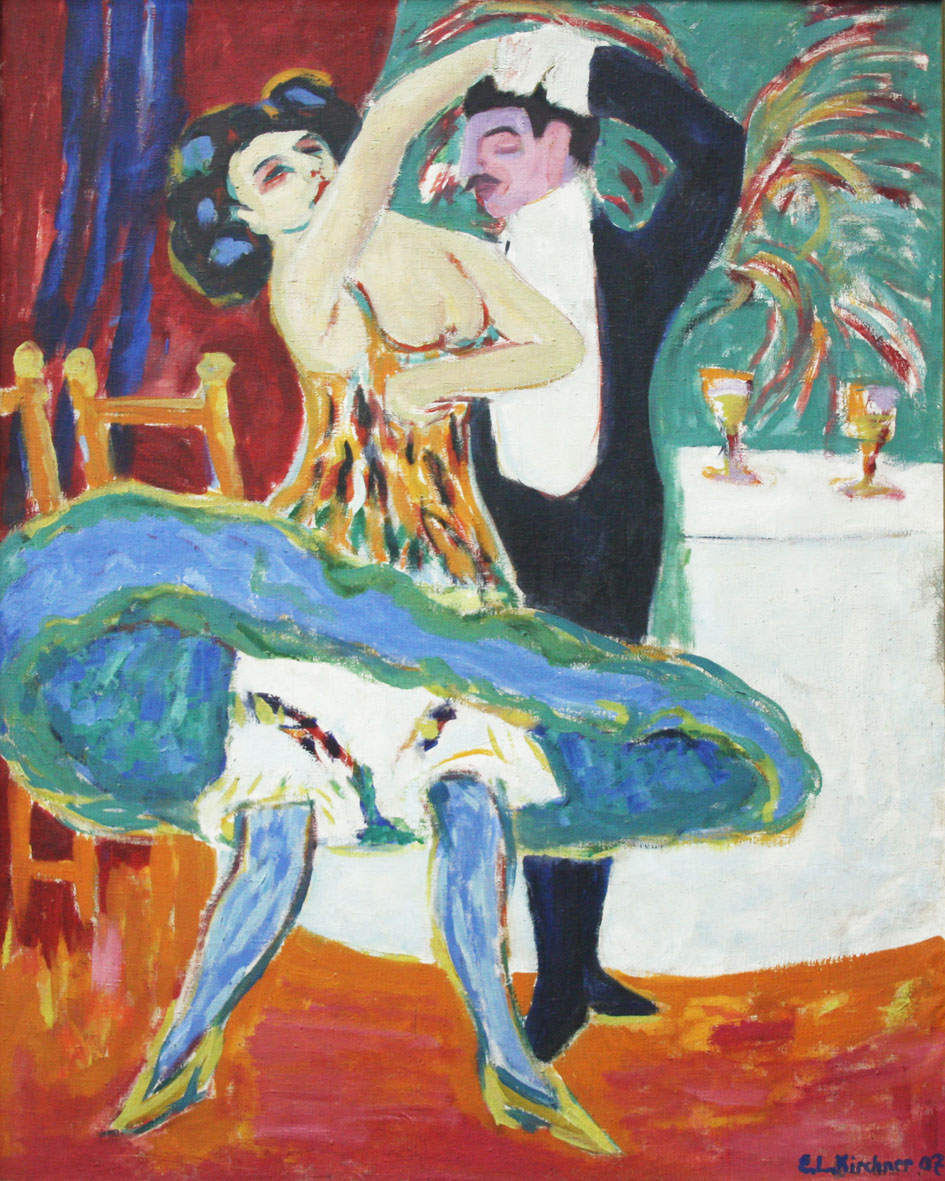
Varieté (Englisches Tanzpaar), 1912/1913, Städel Museum, Frankfurt am Main
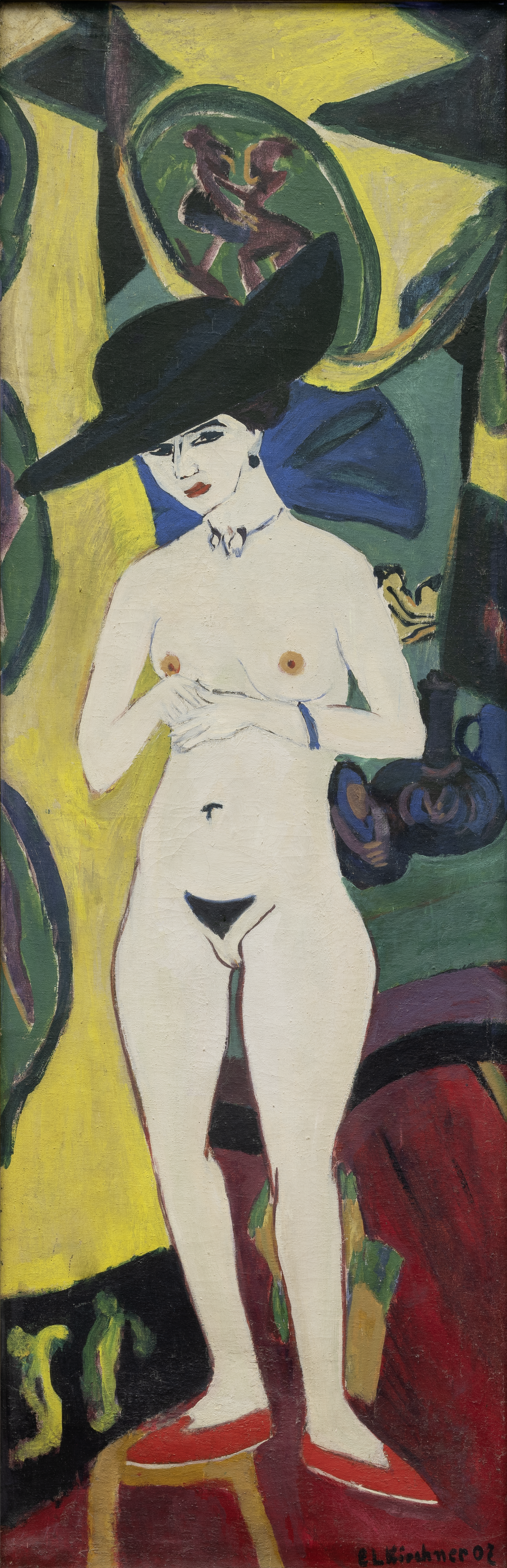
Stehender Akt mit Hut, 1910 (1920), Städel Museum, Frankfurt am Main
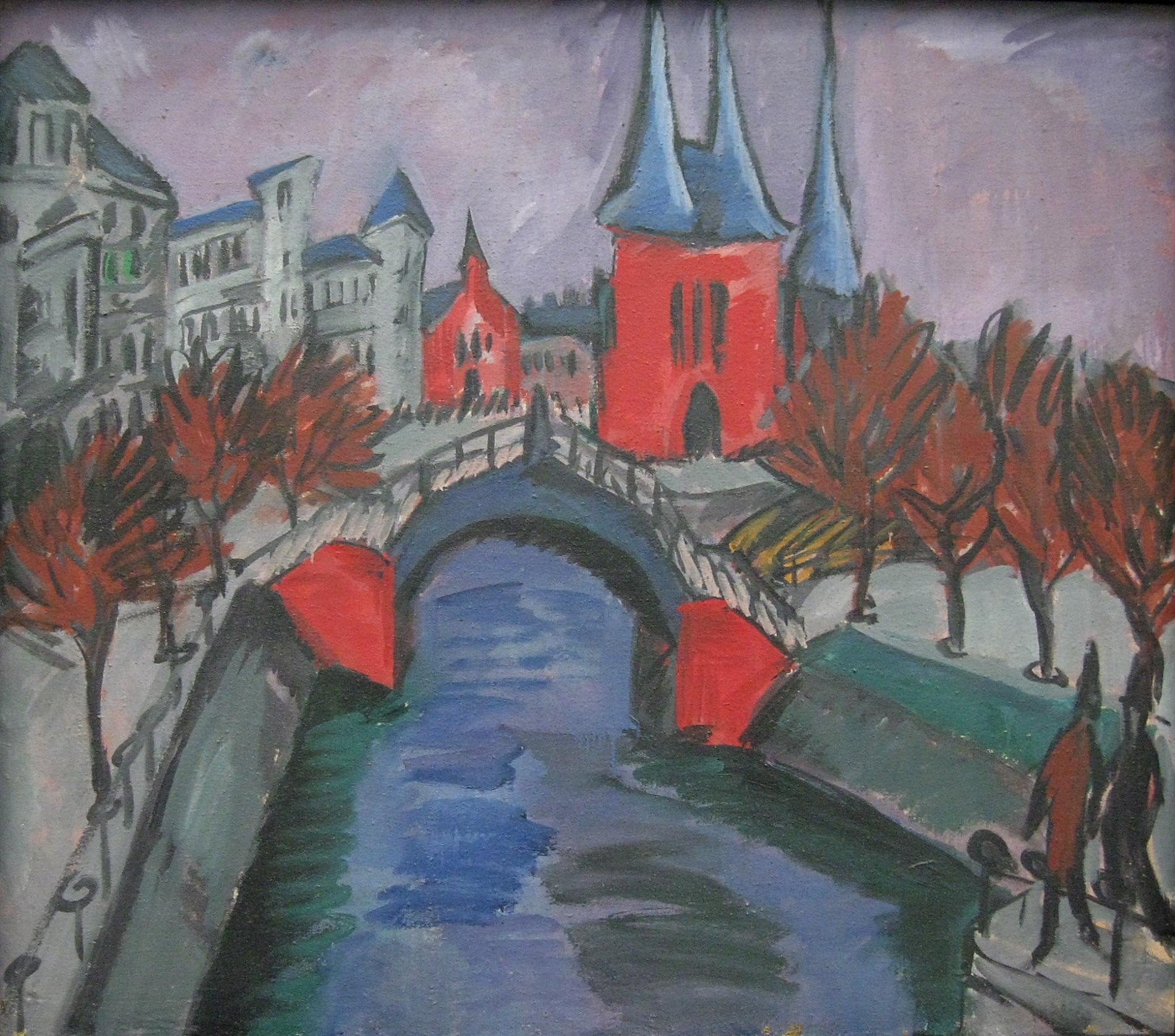
Elisabethufer, 1913, Pinakothek der Moderne
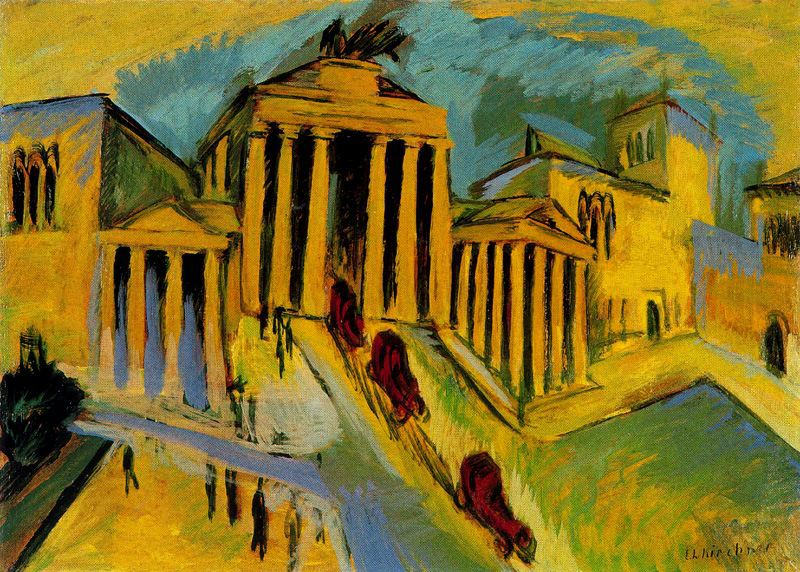
Brandenburger Tor, 1915, private Sammlung Würth
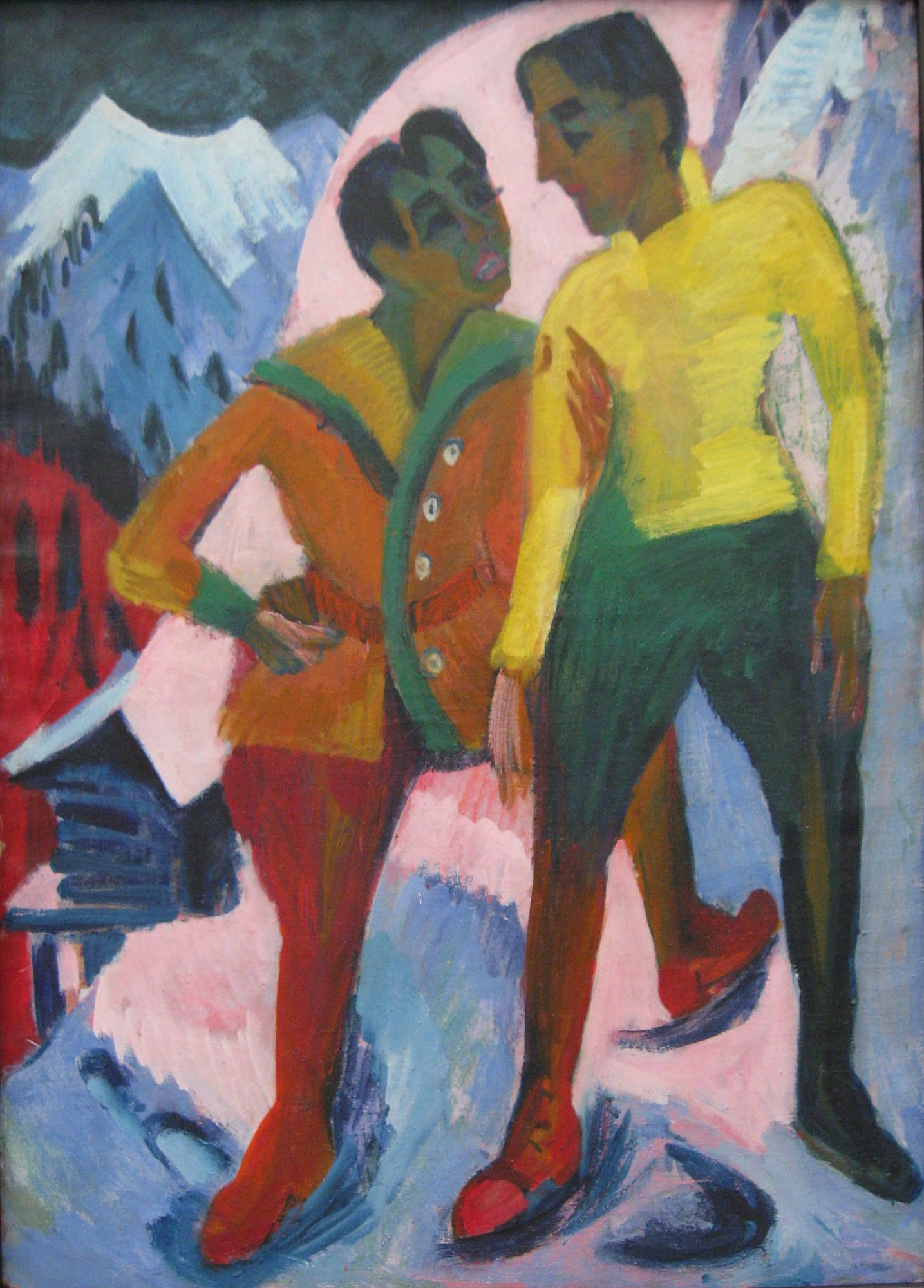
Zwei Brüder M. (Mardersteig), 1921, Pinakothek der Moderne
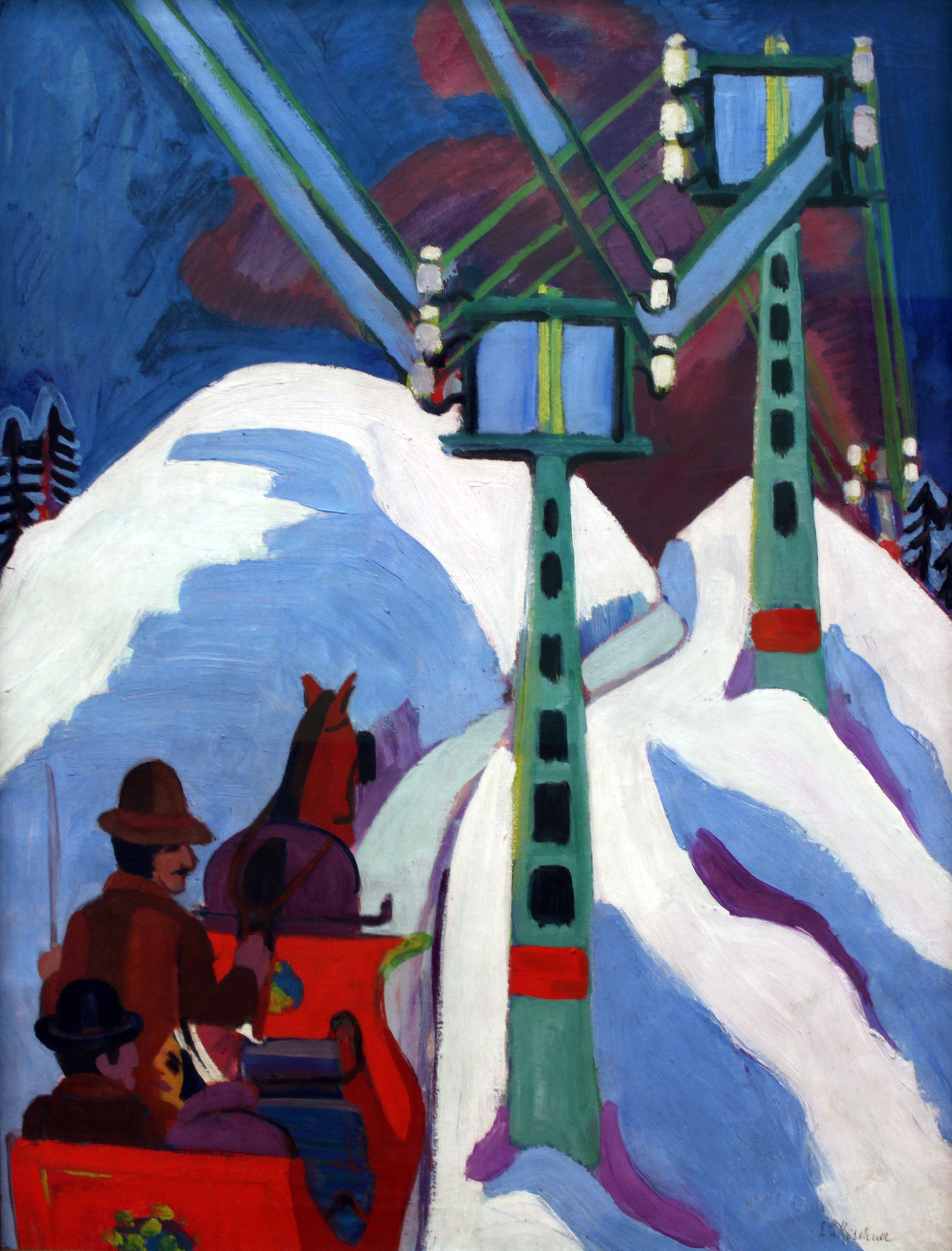
Schlittenfahrt, 1923, Germanisches Nationalmuseum
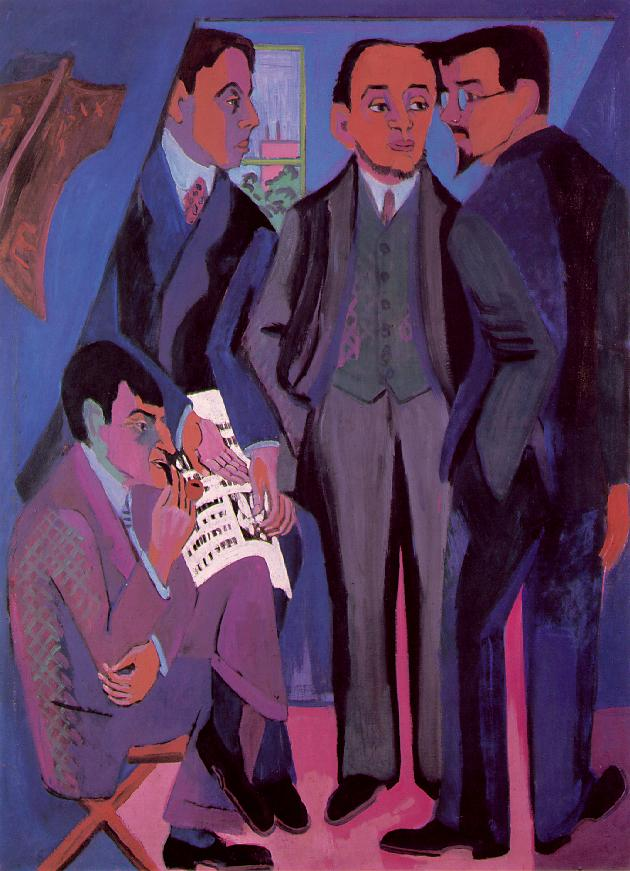
Eine Künstlergemeinschaft, 1926/27, Museum Ludwig, Köln

Skulpturen
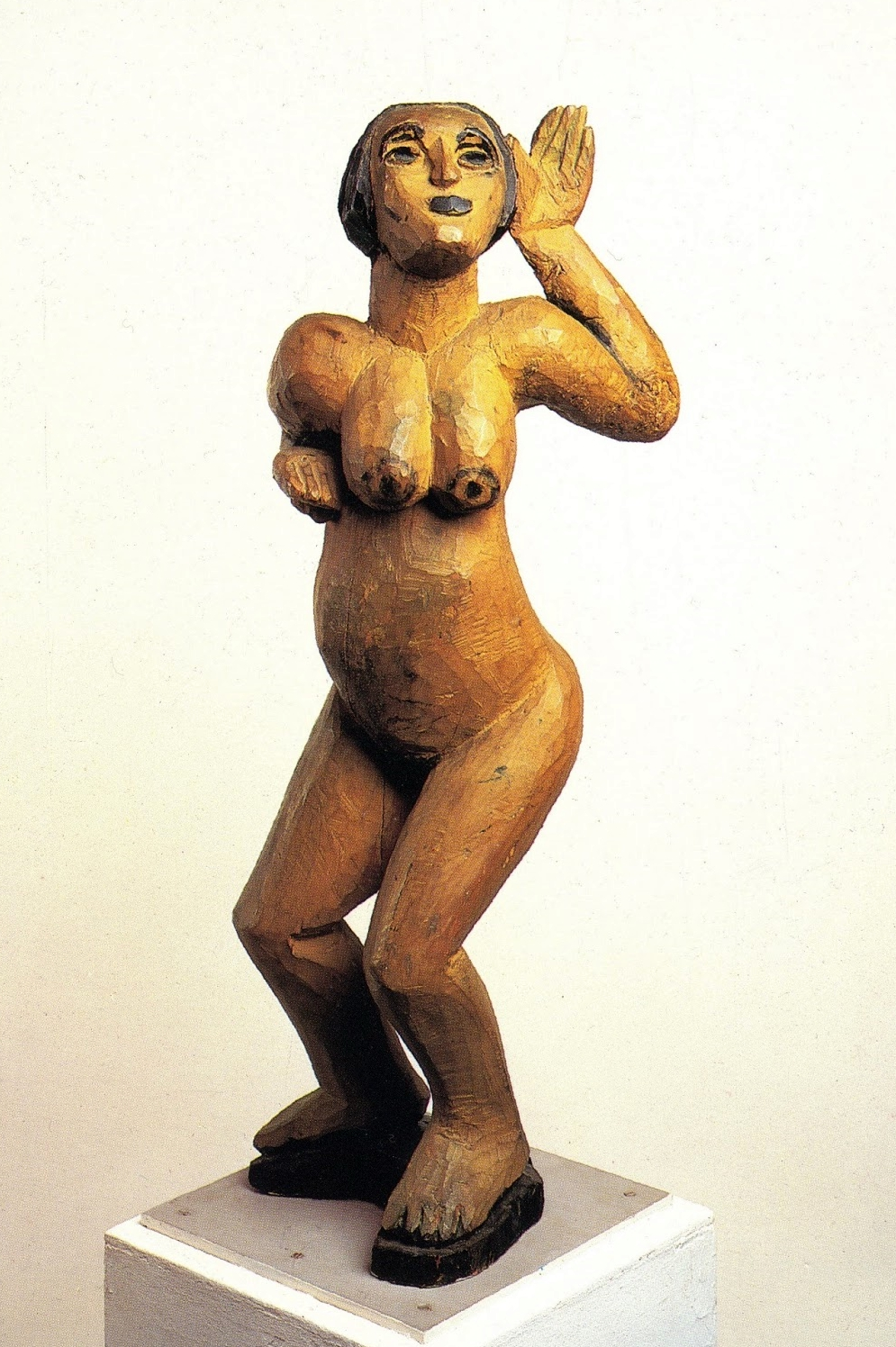
Tanzende Frau, 1911, Stedelijk Museum Amsterdam
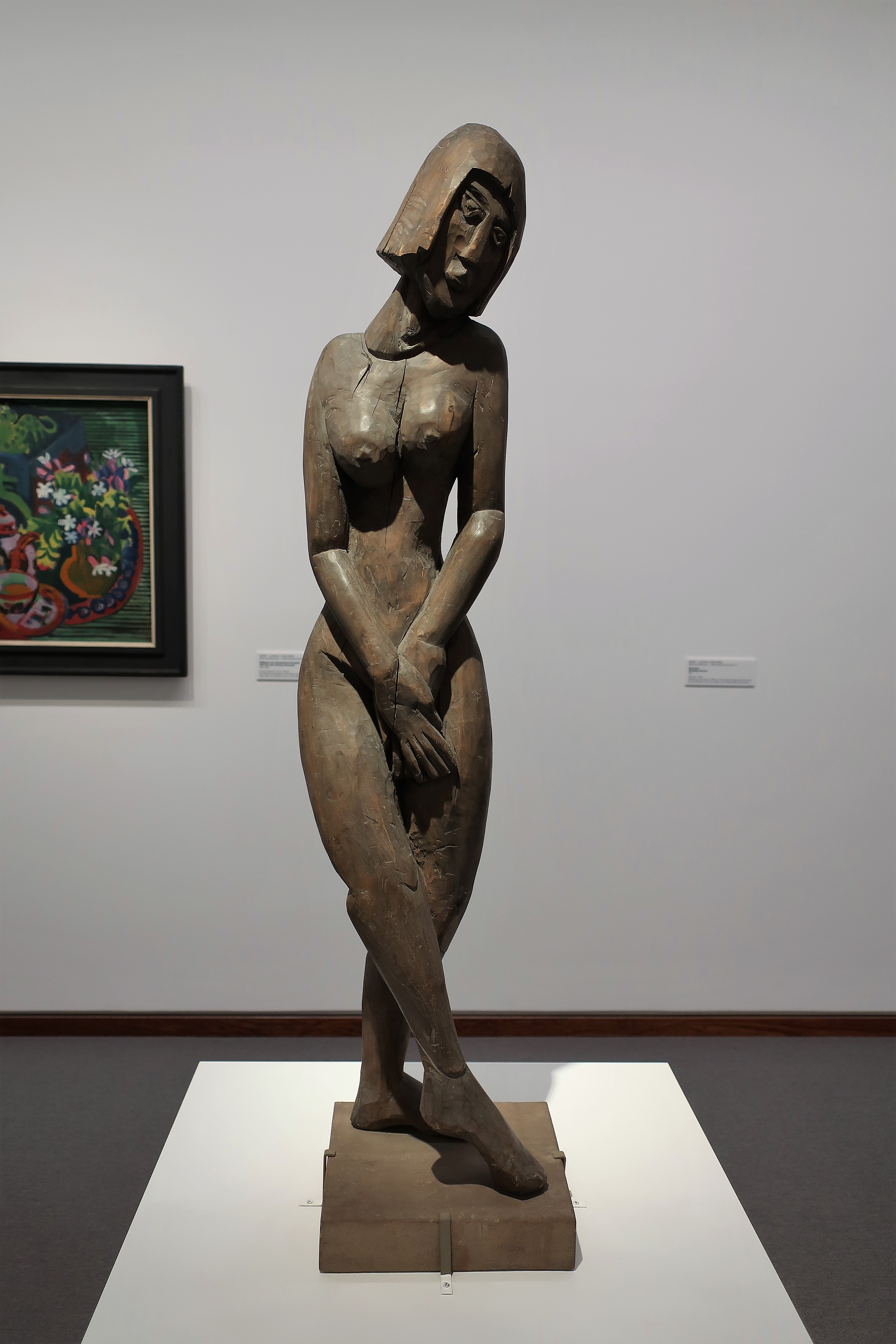
Stehende, 1912, Neue Nationalgalerie Berlin
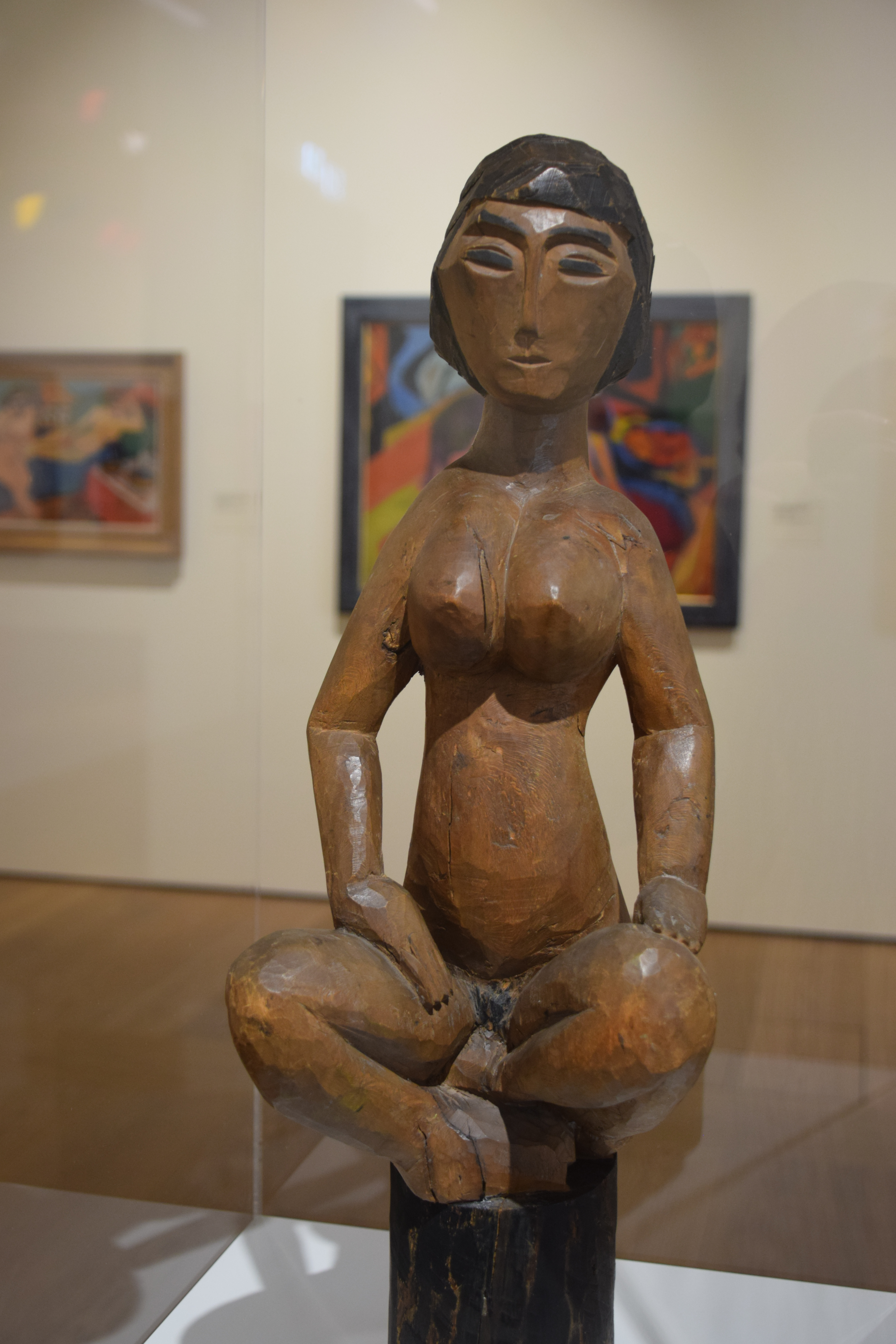
Nackte, mit untergeschlagenen Beinen sitzende Frau, 1912, Werner-und-Gabrielle-Merzbacher-Sammlung, Kunsthaus Zürich
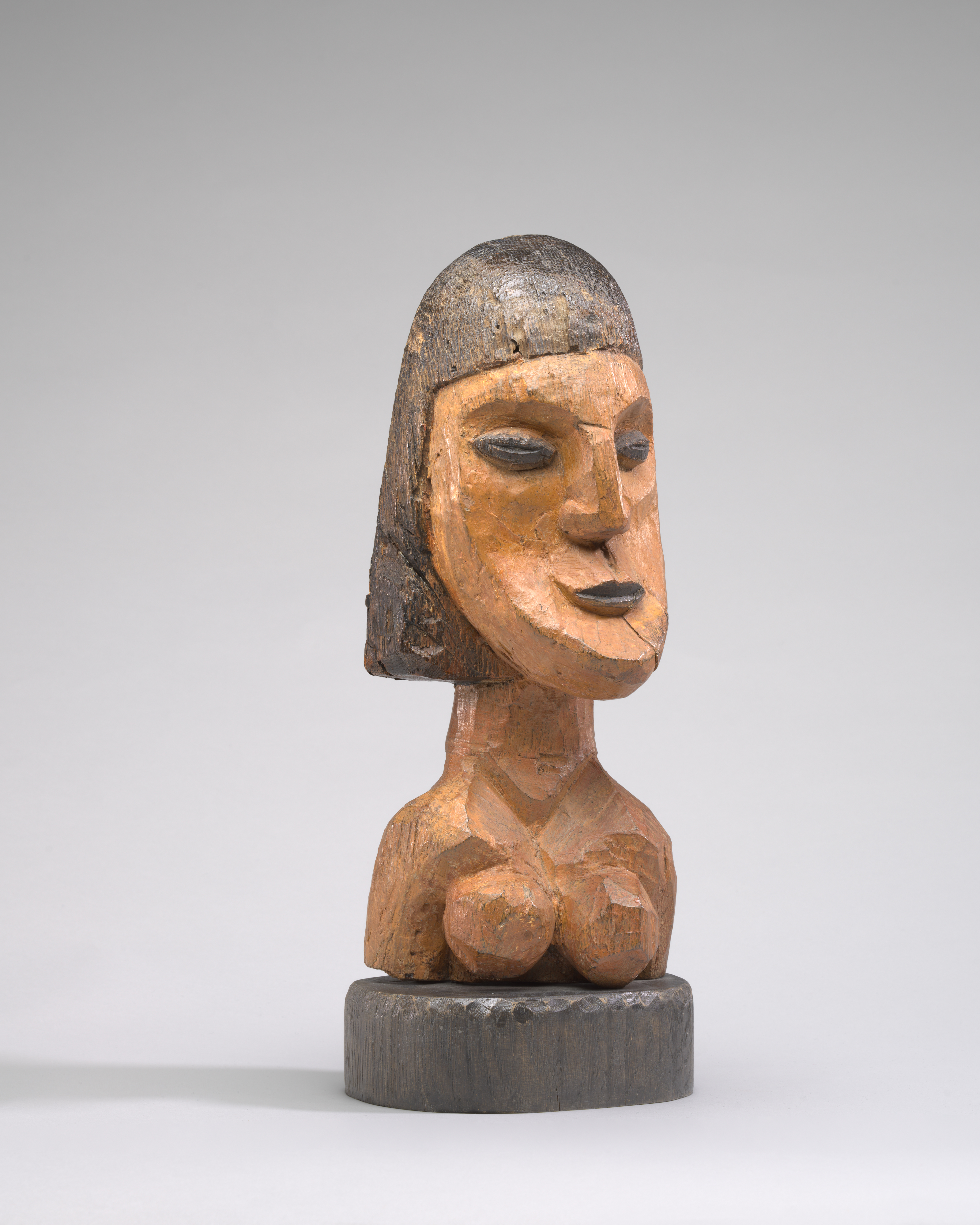
Kopf einer Frau, 1913, National Gallery of Art, Washington, D.C.
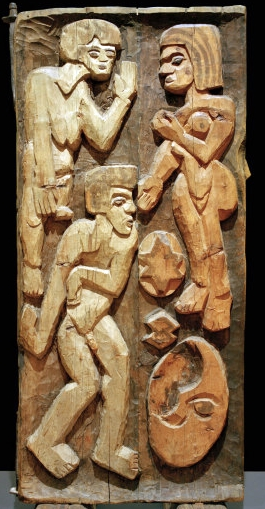
Tanz zwischen den Frauen, 1919, Kirchner Museum Davos
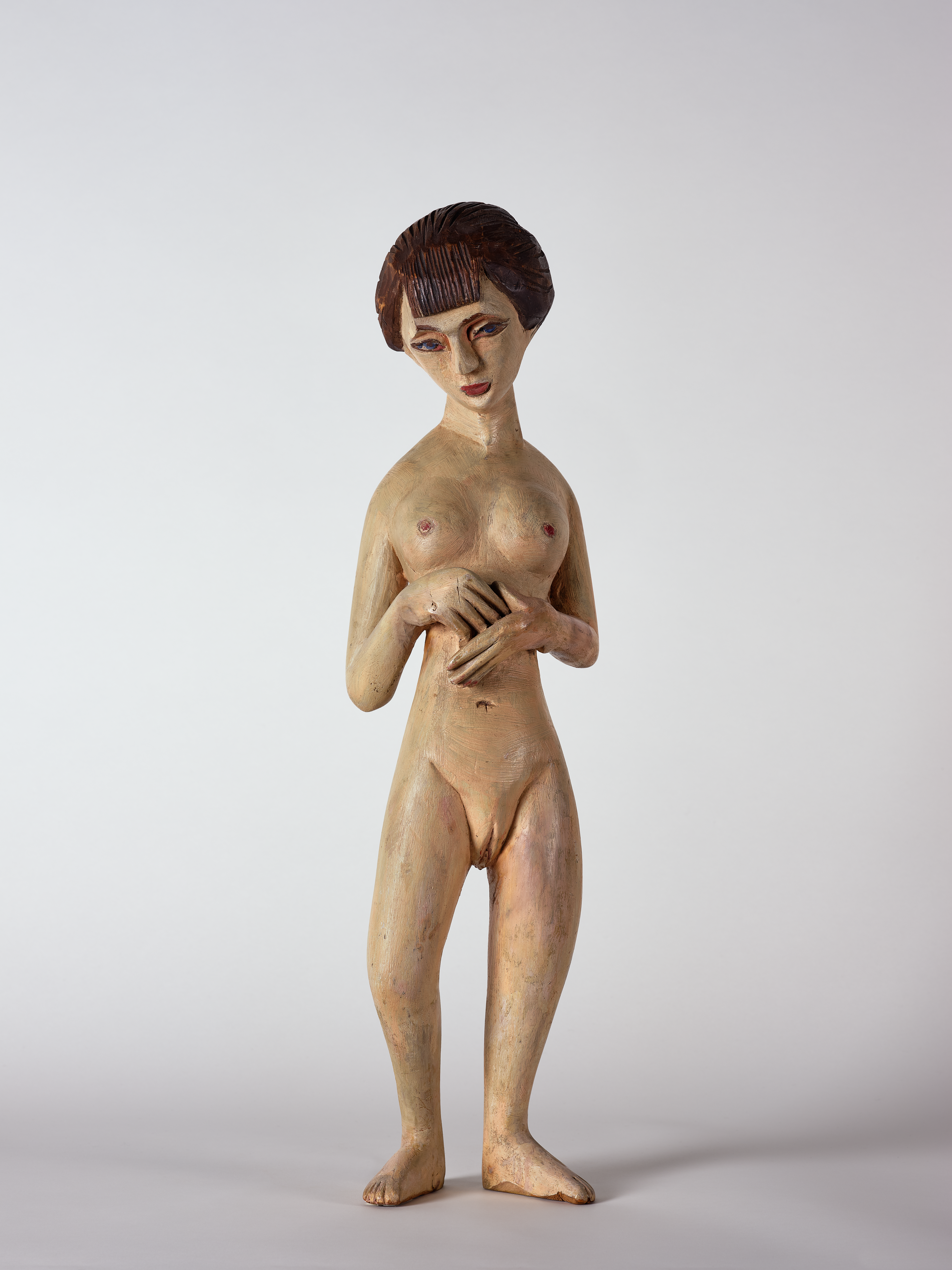
Traurige Frau, 1921, Städel Museum, Frankfurt am Main
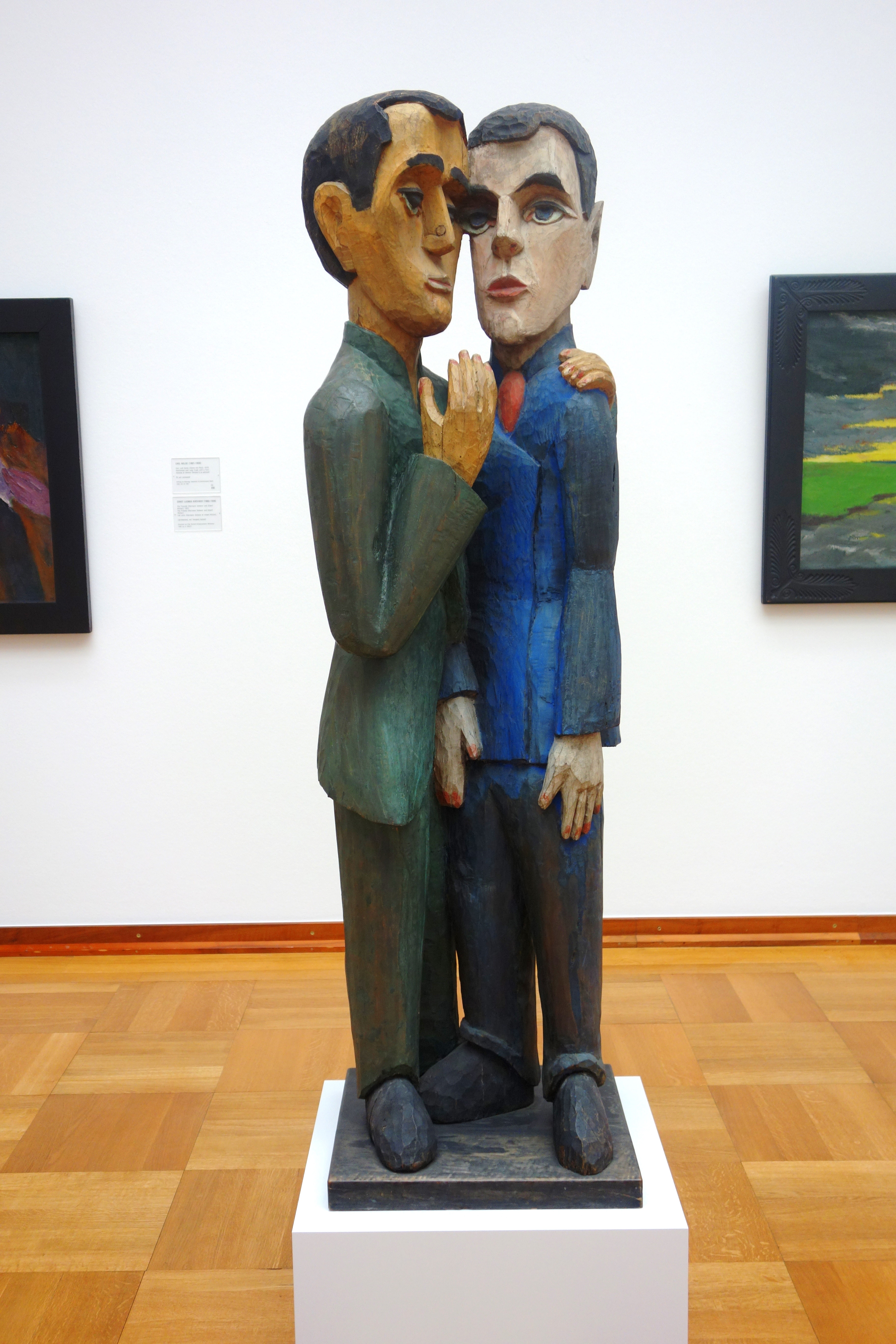
Die Freunde, Hermann Scherer und Albert Müller, 1924, Kunstmuseum Basel
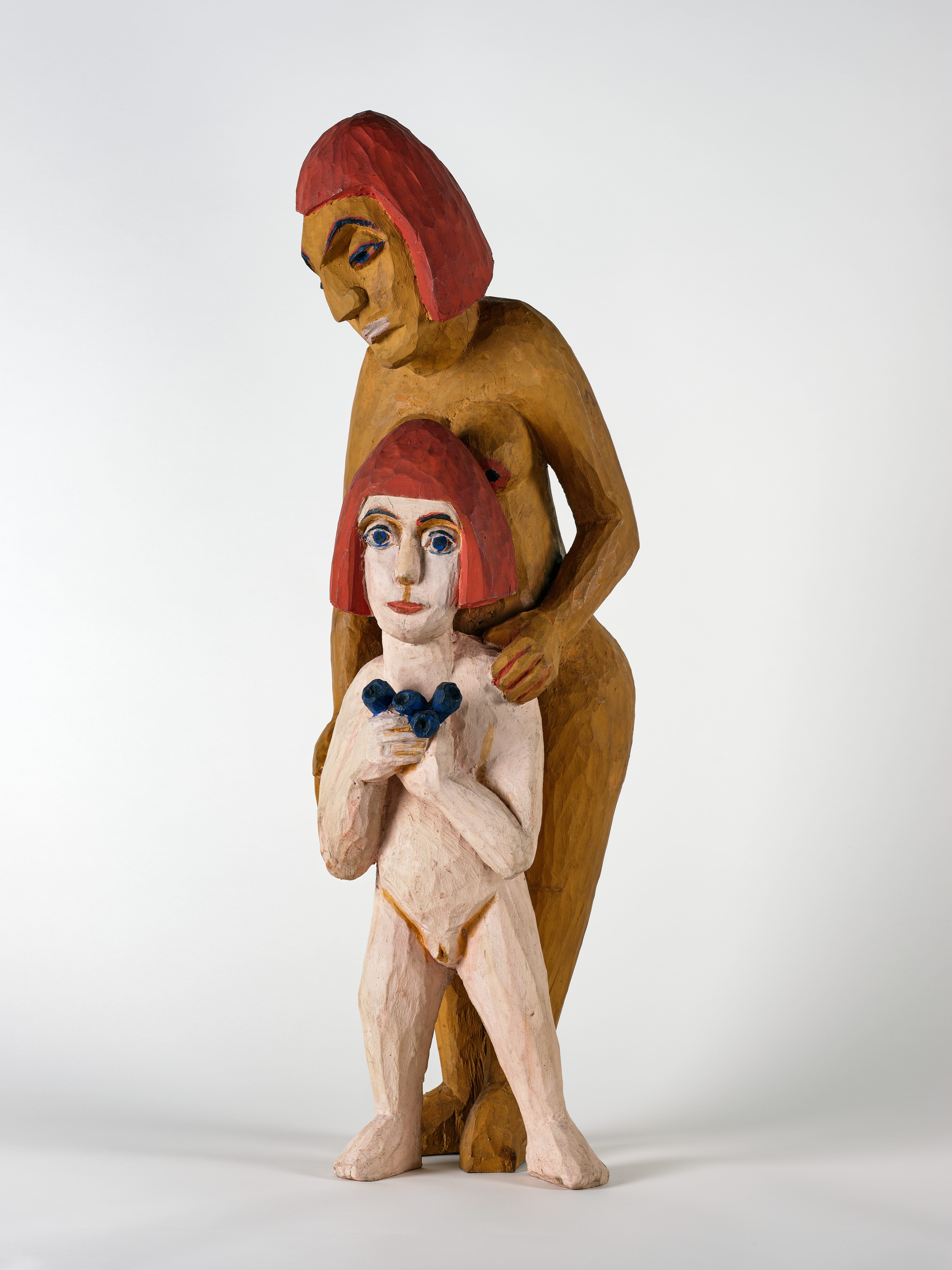
Mutter und Kind, 1924, Städel Museum, Frankfurt am Main
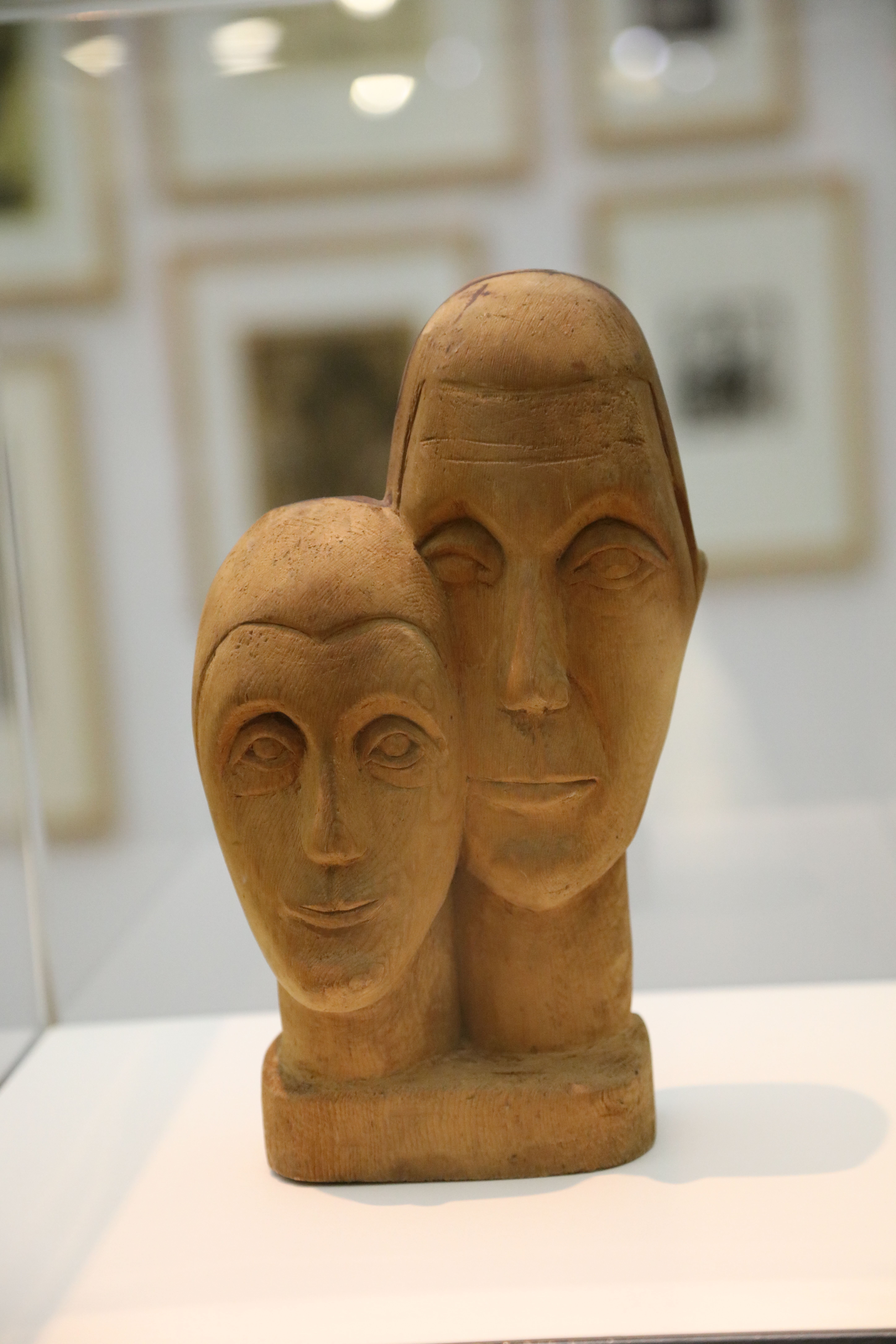
Doppelporträt, Ernst Ludwig und Erna Kirchner, 1932–33
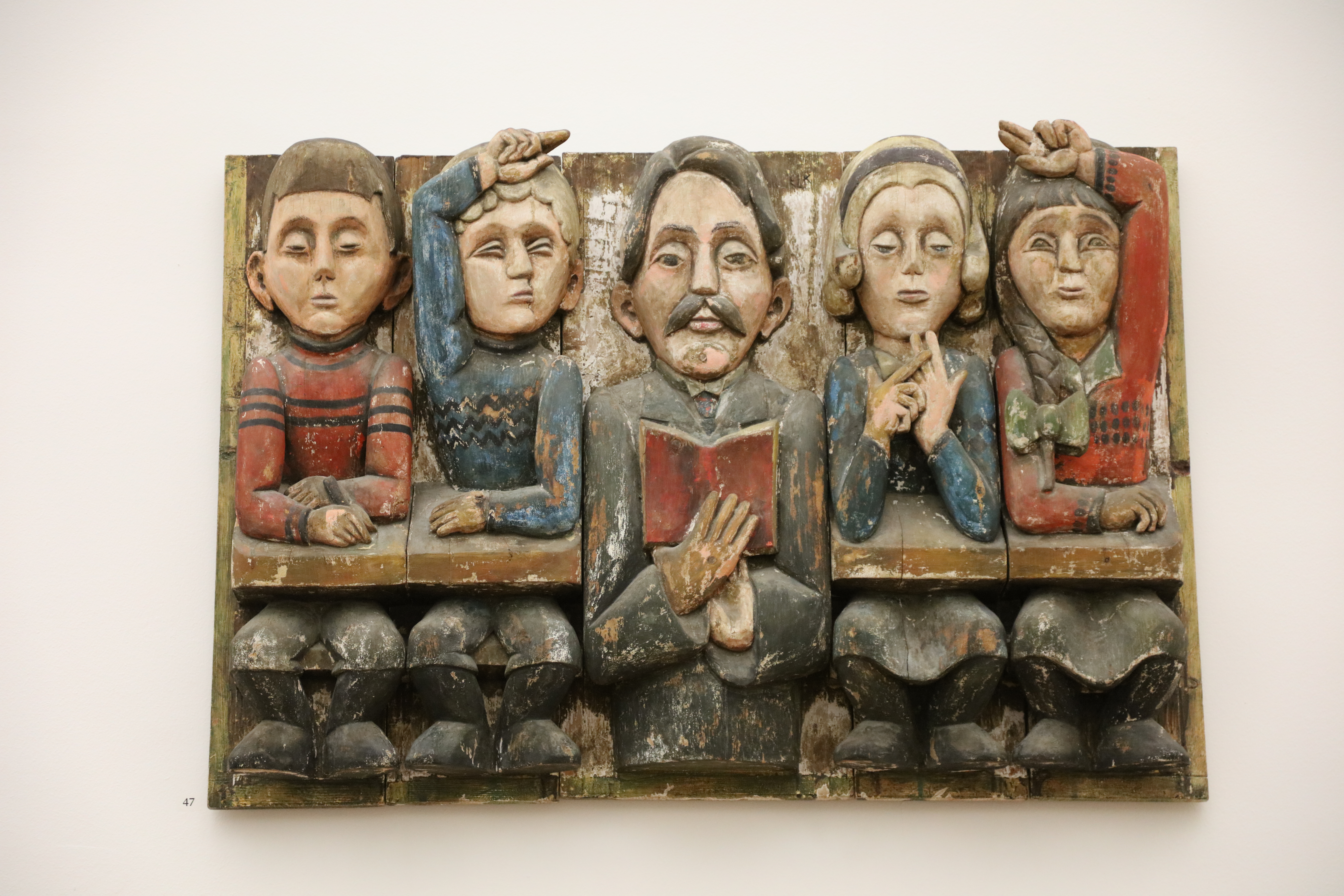
Lehrer Florian Bätschi mit Schulkindern, 1936, Kirchner Museum Davos

- Fotografien
- Fränzi Fehrmann, Modell der »Brücke«-Künstler und Peter, 1910
- Porträt Fränzi Fehrmann, 1910
- Bogenschießendes Bauernmädchen vor dem »Haus in den Lärchen«, oberhalb von Davos – Frauenkirch, 1919 oder 1923
- Nina Hard und Erna Schilling, badend im Suzibachtobel, 1921
- Nina Hard tanzt im Clavadel, 1921
- Die Reiterin Rosita Schneider aus Davos, 1931

Fotografien
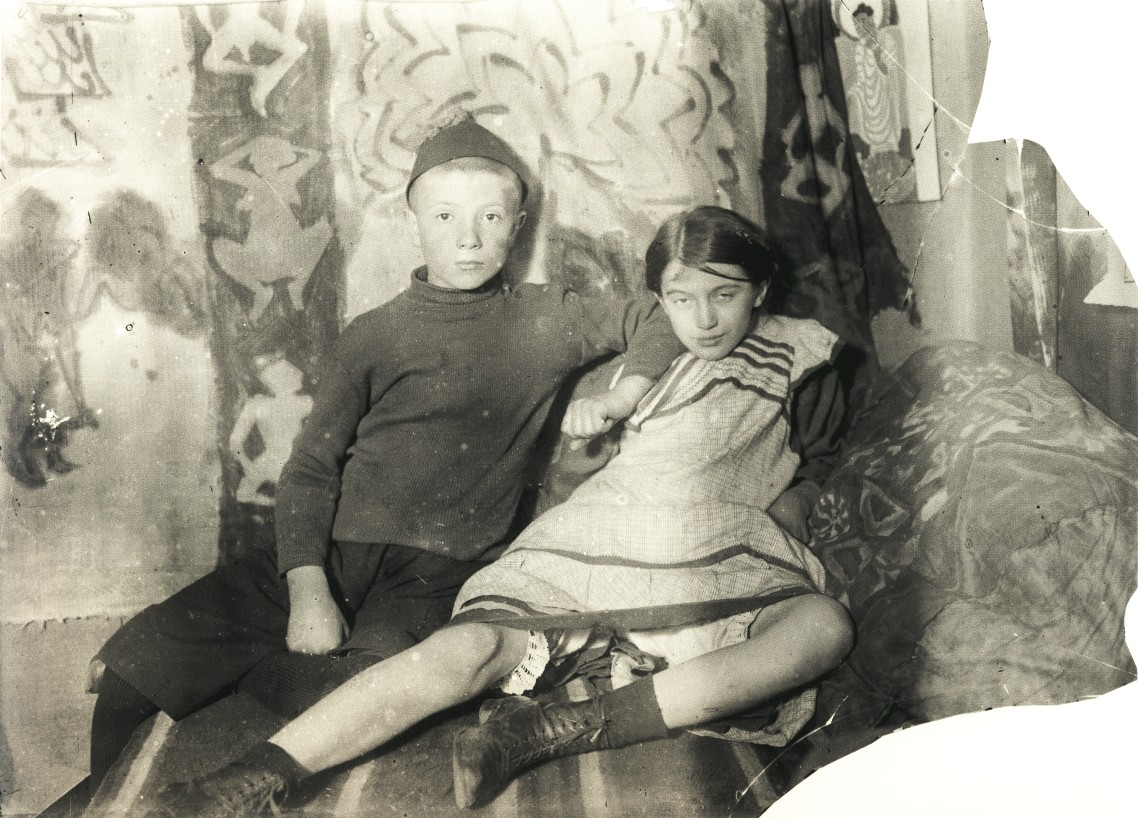
Fränzi Fehrmann, Modell der »Brücke«-Künstler und Peter, 1910
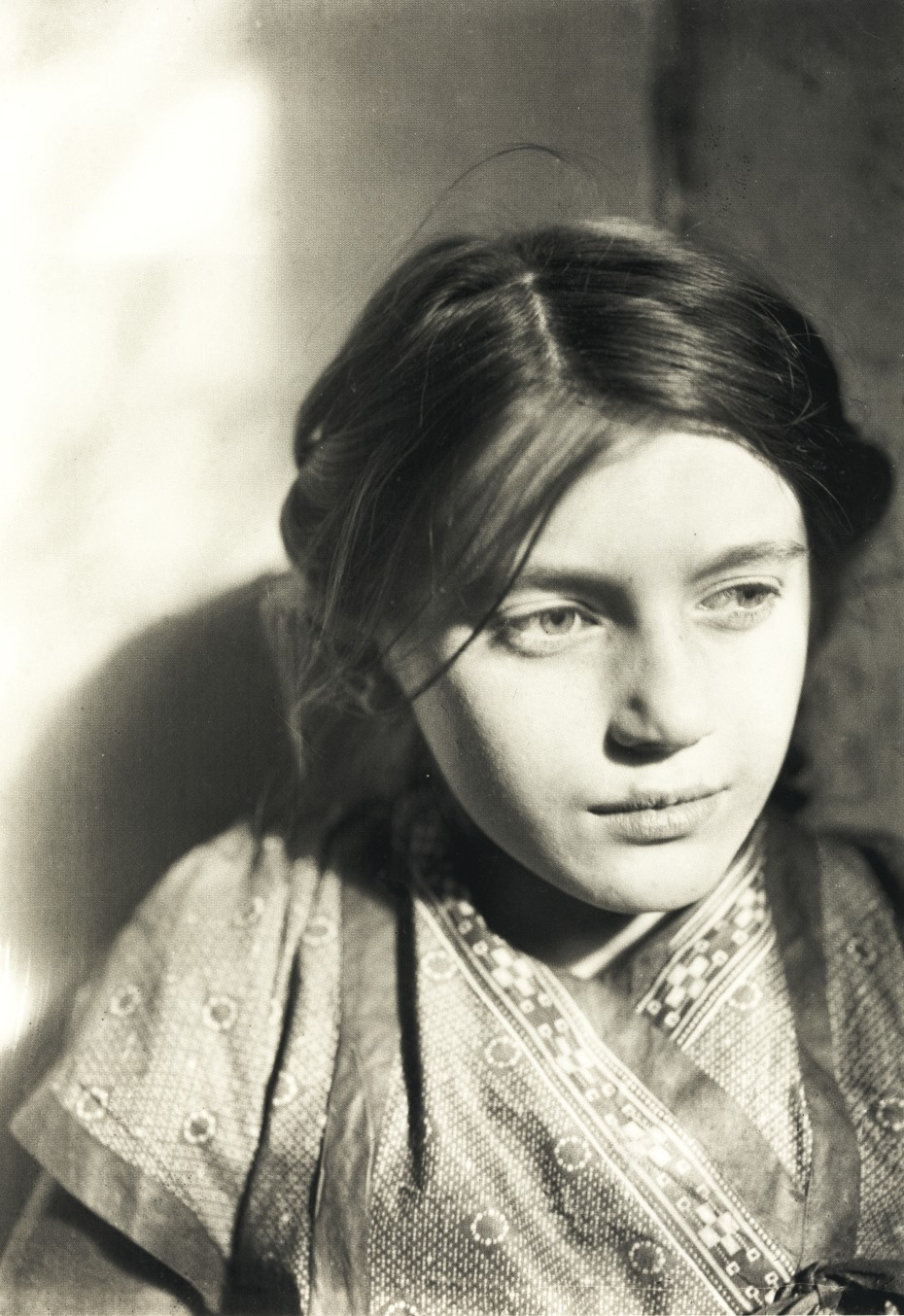
Porträt Fränzi Fehrmann, 1910
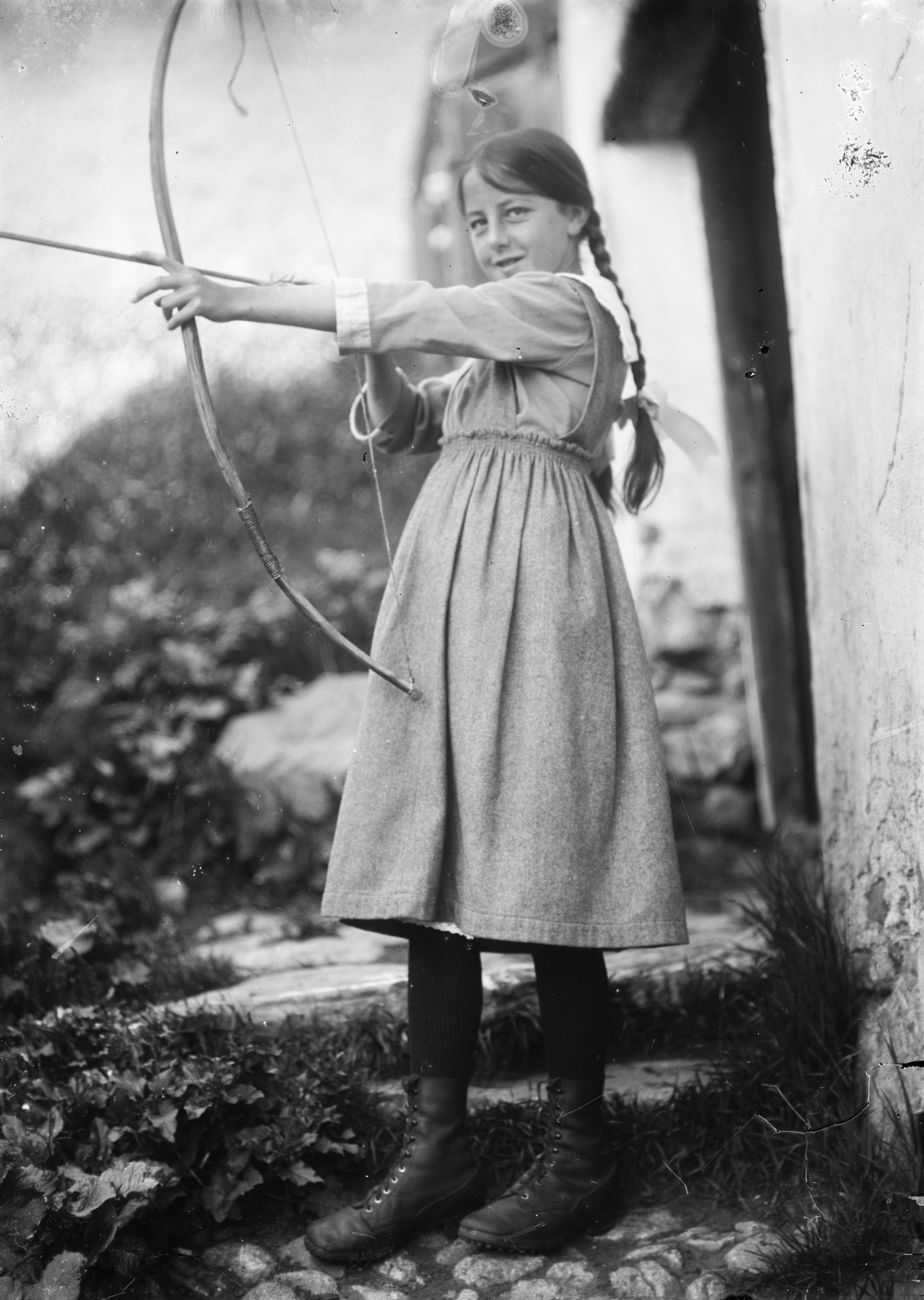
Bogenschießendes Bauernmädchen vor dem »Haus in den Lärchen«, oberhalb von Davos – Frauenkirch, 1919 oder 1923
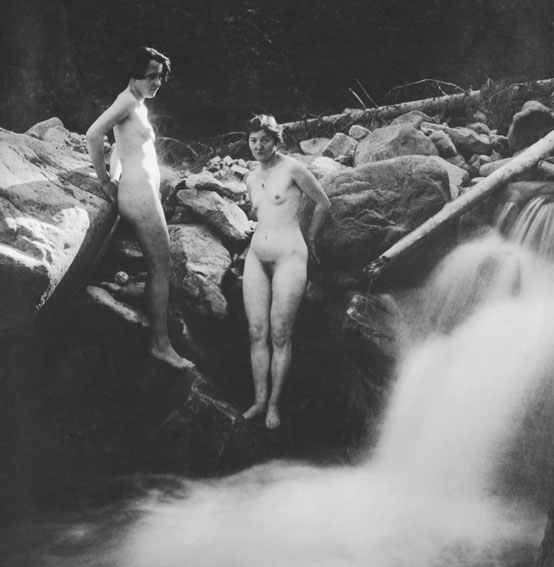
Nina Hard und Erna Schilling, badend im Suzibachtobel, 1921
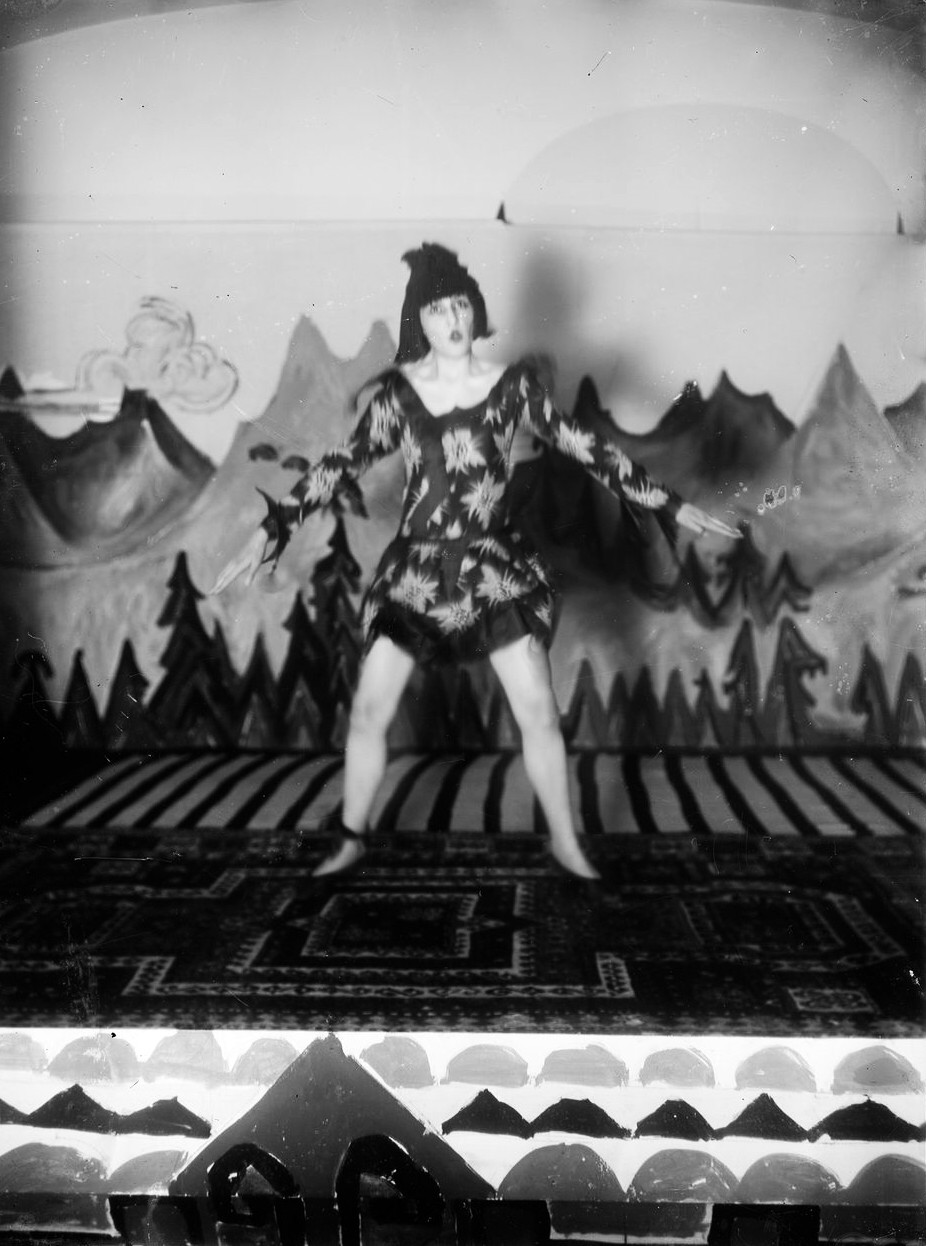
Nina Hard tanzt im Clavadel, 1921
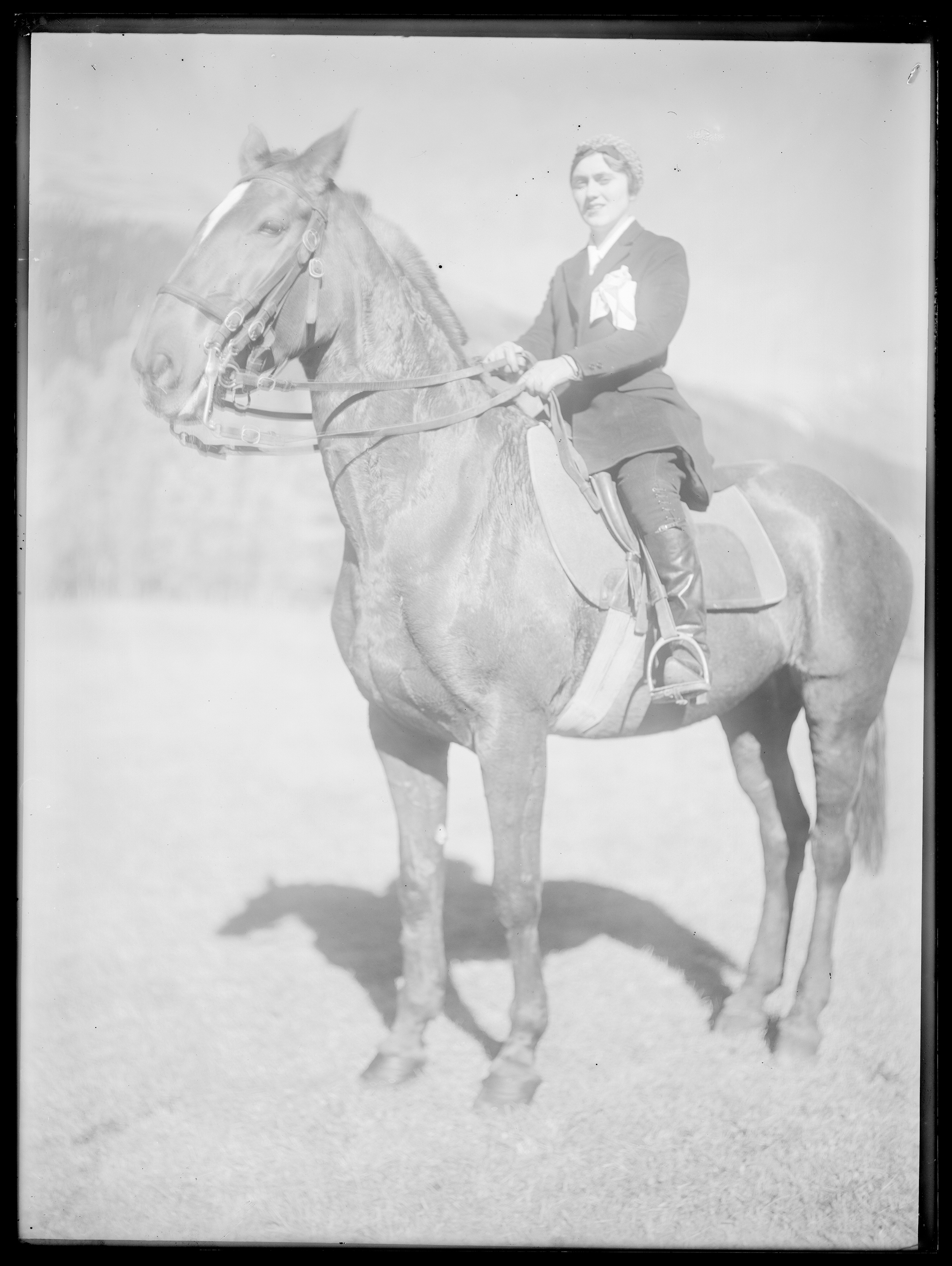
Die Reiterin Rosita Schneider aus Davos, 1931

Das Arbeiten Kirchners lässt sich grob in die folgenden Kategorien unterteilen
- Gemälde
- druckgrafische Werke
- Zeichnungen
- Skizzenbücher
- Fotografien
- Skulpturen
- textile Werke

Unter den Gemälden finden sich als besonderes Phänomen noch die doppelseitig bemalten Leinwände und die Doppelleinwände (zweifach mit Leinwand bespannte Rahmen, übereinander liegende Leinwände). Letztere nahm man bei der Erstinventarisierung 10 Jahre nach dem Tod des Künstlers im Nachlass als einzelne selbständige Werke auf und spannte sie auf neue Keilrahmen. Zu ersteren weiß man bis heute von 138 von Kirchner doppelseitig bemalten Leinwänden (Rückseitenbilder). Durch besondere Rahmenkonstruktionen können einige dieser Bilder in Ausstellungen gleichzeitig von vorne, in Katalogisierungen als Rekto bezeichnete Seite, und von hinten, sog. Verso, präsentiert werden. Kirchner gab als Grund an, dass die Leinwände zu kostspielig seien.
Auswahl seiner Werke
- 1908: Varietéparade. Öl auf Leinwand, 253 × 200 cm
- 1909: Liegende Frau in weißem Hemd. Öl auf Leinwand, 95 × 121 cm, signiert Kat. 15, Abb. S. 96, Städelsches Kunstinstitut, Frankfurt am Main (D115; Gordon 1968, Nr. 725 verso),
- 1909/1910: Marokkaner. Öl auf Leinwand, 80,5 × 70,6 cm, Kat. 7, Abb. S. 64, Kunsthalle Mannheim (D55; nicht bei Gordon 1968, Nr. 306 verso),
- 1910: Fränzi mit Katze (Artistin, Marcella). Öl auf Leinwand, 105 × 72 cm. Der Stempel KN Da/Ba 11, der sich auf dem Gemälde befand, ist nach 1968 entfernt worden. (D99 – Gordon 1968, Nr. 626 verso),
- 1910: Fränzi, vor geschnitztem Stuhl. Öl auf Leinwand, 71 × 49,5 cm
- 1910/20: Stehender Akt mit Hut. Öl auf Leinwand, 195,5 × 64,5 cm, Städel Museum, Frankfurt am Main
- 1911: Weiblicher Halbakt mit Hut. 76 × 70 cm, Museum Ludwig, Köln
- 1911: Liegende. Öl auf Leinwand, 95 × 170 cm, Museum Kunstpalast, Düsseldorf[40]
- 1911: Einradfahrer. Öl auf Leinwand, 80 × 90 cm.
- 1911: Tanz im Varieté. Öl auf Leinwand, 120 × 145 cm, auktioniert 2024, zuvor Privatbesitz[41]
- 1911: Tanzende Frau. (Holzstatue) 90 cm hoch, Stedelijk Museum, Amsterdam
- 1912: Badende Frauen zwischen weißen Steinen. 28,6 × 27,5 cm
- 1912: Mövenjäger. Städelsches Kunstinstitut, Frankfurt am Main
- 1912/13: Varieté (Englisches Tanzpaar). Öl auf Leinwand, 151 × 120 cm, Städelsches Kunstinstitut, Frankfurt am Main
- 1913: Frau vor Spiegel. Öl auf Leinwand, 101 × 75 cm
- 1913: Bucht an der Fehmarnküste. Öl auf Leinwand, Leihgabe aus Privatbesitz im Städelsches Kunstinstitut, Frankfurt am Main
- 1913: Urteil des Paris (Rückseite Badende auf Fehmarn). Öl auf Leinwand, 113 × 91,5 cm, Sammlung Wilhelm-Hack-Museum, Ludwigshafen am Rhein
- 1913: Zwei Frauen mit Waschbecken (Die Schwestern). Öl auf Leinwand, 121 × 90,5 cm, Städelsches Kunstinstitut, Frankfurt am Main; Eigentümer ist der Städelsche Museums-Verein.
- Zyklus der Straßenszenen 1913–1915:
  - 1913: Fünf Frauen auf der Straße. Museum Ludwig, Köln
  - 1913: Berliner Straßenszene. Neue Galerie Museum for German and Austrian Art, New York
  - 1913: Die Straße. Museum of Modern Art, New York[42]
  - 1913: Straßenszene Berlin. Art Gallery of Ontario, Toronto
  - 1914: Straßenszene. (1922) Privatbesitz Schweiz
  - 1914: Straße mit roter Kokotte. (1925) Sammlung Thyssen-Bornemisza
  - 1914: Friedrichstraße Berlin. Staatsgalerie Stuttgart
  - 1914: Leipziger Straße mit elektrischer Bahn. (Kleines Stadtbild.) Museum Folkwang, Essen
  - 1914: Zwei Frauen auf der Straße. Kunstsammlung Nordrhein-Westfalen, Düsseldorf
  - 1914: Potsdamer Platz. Neue Nationalgalerie, Berlin
  - 1915: Frauen auf der Straße. Von der Heydt-Museum, Wuppertal
- 1914 Straßenbahn und Eisenbahn. Öl auf Leinwand, 71 × 81 cm, Museum für Kunst und Kulturgeschichte der Hansestadt Lübeck
- 1914: Rheinbrücke in Köln. Öl auf Leinwand, 120,5 × 91 cm, Neue Nationalgalerie, Berlin
- 1915: Brandenburger Tor. Privatbesitz Sammlung Würth
- 1915: Der rote Turm in Halle. Öl auf Leinwand, 120 × 91 cm, Museum Folkwang, Essen
- 1915: Selbstbildnis als Soldat. Öl auf Leinwand, 69 × 61 cm, Allen Memorial Art Museum (AMAM), Ohio
- 1916/1920: Dorf mit blauen Wegen. Öl auf Leinwand, 80 × 70 cm, Museum am Ostwall, Dortmund
- 1917/1920: Bad des Kranken. Öl auf Karton, 53 × 39 cm
- 1918: Alpküche. Öl auf Leinwand, 121,5 × 121,5 cm
- 1918/1919: Stillleben mit Früchtekorb. Öl auf Leinwand, 64 × 80,5 cm
- 1919: Wintermondlandschaft. Öl auf Leinwand, 120 × 121 cm
- 1919: Rotes Alphaus. Öl auf Leinwand, 120,5 × 151 cm
- 1919/20: Tinzenhorn – Zügenschlucht bei Monstein. Öl auf Leinwand, 119 × 119 cm, Kirchner Museum Davos
- 1920: Kühe im Wald. Öl auf Leinwand, 65 × 55 cm
- 1921: Davos im Schnee.
- 1922/1923: Nackte Frau am Fenster. 15,8 × 11,8 cm
- D111 (Gordon 1968, Nr. 709 recto), 1922/1923: Der Flötenspieler (Hans Staub). Öl auf Leinwand, 118 × 89 cm, oben links signiert Kat. 14, Abb. S. 91, Kirchner Museum, Davos[43]
- 1923: Männliche Aktfigur. (Holzstatue)
- 1923: Schwarzer Frühling. Öl auf Leinwand, 150 × 90 cm
- 1923: Neben der Heerstraße. Illustrationen für das gleichnamige Buch von Jakob Bosshart[44]
- 1923: Die Klosterser Berge. Öl auf Leinwand, 120,5 × 120,5 cm, Belvedere, Wien
- 1924: Umbra Vitae. Illustrationen für den posthum erschienenen Gedichtband von Georg Heym
- 1924: Das Paar vor den Menschen. (Freies Menschentum in feindlicher Umwelt.) Öl auf Leinwand, 150,5 × 100,5 cm
- 1926: Die Brücke bei Wiesen. Öl auf Leinwand, 120 × 120 cm
- 1926/27: Eine Künstlergemeinschaft. Öl auf Leinwand, 168 × 126 cm
- 1931: Nackte liegende Frau Öl auf Leinwand, 150 × 90 cm
- 1931: Reiterin. Öl auf Leinwand, 200 × 150 cm
- 1934: Der Eishockeyspieler. (Aquarell über Bleistift, 47,8 × 36,6 cm), Staatsgalerie Stuttgart
- 1935: Bogenschützen. Öl auf Leinwand, 195 × 130 cm
- 1937: Hirten am Abend. Öl auf Leinwand, 120 × 90 cm
- 1937: Die Violinistin. Öl auf Leinwand, 150,5 × 75,5 cm
- 1938: Schafherde. Öl auf Leinwand, 101 × 120 cm

## Ausstellungen (Auswahl)

### DKB-Jahresausstellungen bis 1936
Ernst Ludwig Kirchner war ab 1910 Mitglied (später auch im Vorstand) des Deutschen Künstlerbundes. Bis zur Auflösung des DKB durch die Nationalsozialisten nahm Kirchner an folgenden Jahresausstellungen teil:
- 1912: Kunsthalle Bremen
- 1913: Kunsthalle Mannheim
- 1921: 16. Ausstellung des Deutschen Künstlerbundes, Alte Kunsthalle, Hamburg
- 1927: Graphische Ausstellung des Deutschen Künstlerbundes, Dresden
- 1928: Deutscher Künstlerbund. 96. Große Kunstausstellung des Kunstvereins Hannover e. V., Künstlerhaus Sophienstraße, Hannover
- 1929: Staatenhaus, Köln
- 1930: Ausstellungsgebäude auf dem Interimtheaterplatz, Stuttgart
- 1931: Ausstellungshallen Norbertstraße, Essen
- 1936: Malerei und Plastik in Deutschland 1936, Hamburger Kunstverein (letzte DKB-ausstellung, nach 10 Tagen zwangsweise geschlossen. Kirchner stellte dort u. a. die Aquarellzeichnung Eishockeyspieler aus.)
- 1936: Entartete Kunst, Kunstverein Ingolstadt im Neues Schloss

### Ausstellungen in der Schweiz
- Ausstellung der Graphik von Ernst Ludwig Kirchner Davos in der Galerie Aktuaryus Zürich, Bahnhofstrasse 66, 10. Juni bis 12. Juli 1927. Mit einer Einführung von Louis de Marsalle (i. e. Ernst Ludwig Kirchner).
- Eine große, retrospektive Ausstellung von Werken Kirchners veranstaltete die Kunsthalle Bern 1933 unter ihrem fortschrittlich gesinnten Leiter Max Huggler. Dem gedruckten Katalog ist zu entnehmen,[47] dass 105 Ölbilder, 129 Zeichnungen und 12 Holzfiguren gezeigt wurden. Gleichzeitig waren die graphischen Arbeiten (27 Holzschnitte, 21 Radierungen und 2 Lithographien) in der Kunsthandlung Gutekunst & Klipstein (August Klipstein) an der Amthausgasse 6 ausgestellt. Dem Katalog voraus steht eine Einführung von Max Huggler (S. 9–13) sowie ein Text, angeblich von „Louis de Marsalle“ (S. 14–16), einem Pseudonym von Ernst Ludwig Kirchner: Der Name Marsalles ist mit einem Kreuz gekennzeichnet zum Zeichen, dass Kirchner seinen fingierten Biographen mit diesem Text sterben lassen wollte.

### Einzelausstellungen nach seinem Tod
- 1973: Ernst Ludwig Kirchner. Aquarelle und Handzeichnungen. Kunsthalle Tübingen
- 1974: Galerie Roswitha Haftmann Modern Art, Zürich[48]
- 1980: Ernst Ludwig Kirchner 1880–1938. Retrospektive: Nationalgalerie Berlin, Haus der Kunst, München, Museum Ludwig, Köln, Kunsthaus Zürich, Galerie Roswitha Haftmann Modern Art, Zürich[49]
- 2007: Die Deutschlandreise 1925,1926. Kunstsammlungen Chemnitz[50]
- 2010: Ernst Ludwig Kirchner. Retrospektive. Städel Museum, Frankfurt. Kurator: Felix Krämer. Mehr als 180 Arbeiten von Kirchner.[51]
- 2014: Farbenmensch Kirchner. Pinakothek der Moderne, München
- 2015: Der doppelte Kirchner. Die zwei Seiten der Leinwand. Kunsthalle Mannheim
- 2016: Alles Kirchner! Das Museum als Wunderkammer. Kirchner Museum Davos.
- 2016/2017: Ernst Ludwig Kirchner. Hieroglyphen. Hamburger Bahnhof – Museum für Gegenwart, Berlin.[52]
- 2017: Kirchner – Die Berliner Jahre. Kunsthaus Zürich, Zürich. Katalog.
- 2018/19: Ernst Ludwig Kirchner. Erträumte Reisen. Kunst- und Ausstellungshalle der Bundesrepublik Deutschland, Bonn, kuratiert von Katharina Beisiegel (Art Centre Basel) in Zusammenarbeit mit dem Kirchner Museum Davos und mit Thorsten Sadowsky.
- 2019: Ernst Ludwig Kirchner. Der Maler als Fotograf. Museum der Moderne Salzburg.
- 2023: Ernst Ludwig Kirchner. Stationen. Kunstforum Ingelheim.

Hervorzuheben ist ferner die Wanderausstellung in den USA, die von der deutschen Bundesregierung initiiert unter dem Namen German watercolors, drawings and prints: A midcentury review 1956 stattfand. Mit dieser Werkschau wurde der hohe Rang dokumentiert, den Kirchner damals schon besaß. Kirchner war mit sieben Werken vertreten, so viele, wie sonst keiner seiner namhaften Kollegen.
Außerdem besitzen die Museen der Stadt Aschaffenburg eine grafische Sammlung Kirchners, aus der regelmäßig Werke gezeigt werden.
Kirchners Schaffen in Davos (1917–1938) wurde 2021 in der Sonderausstellung Europa auf Kur. Ernst Ludwig Kirchner, Thomas Mann und der Mythos Davos im Germanischen Nationalmuseum in Nürnberg mit rund 45 Werken beleuchtet. Die Ausstellung war eine Kooperation mit dem Kirchner Museum Davos, wo sie ab Oktober 2021 zu sehen war.

## Schriften (Auswahl)

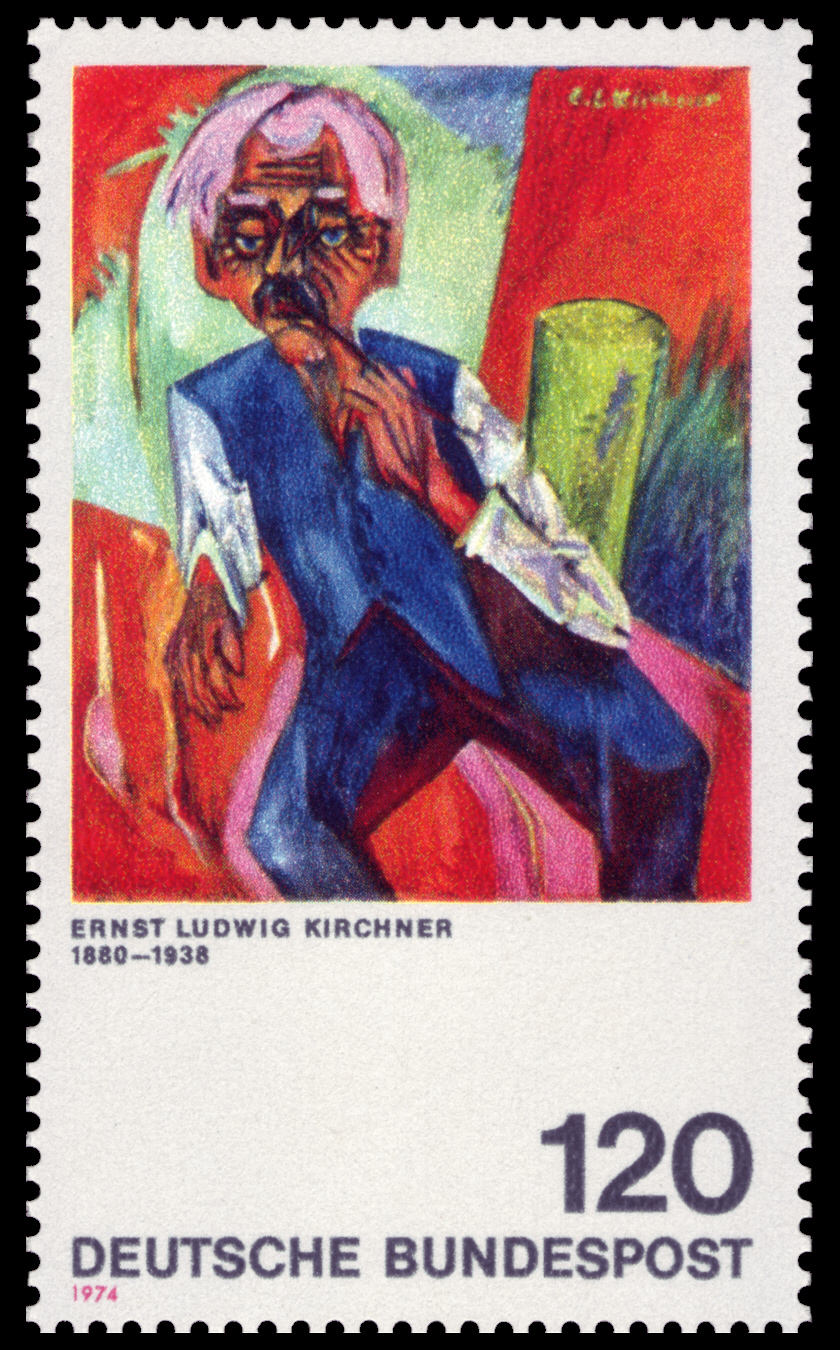
Briefmarke der Deutschen Bundespost 1974

- Ausstellung der Graphik von Ernst Ludwig Kirchner Davos [in der] Galerie Aktuaryus Zürich, Bahnhofstrasse 66, 10. Juni bis 12. Juli 1927. [Mit einer Einführung von L. de Marsalle], 1927.
- Briefe an Nele und Henry van de Velde. Piper, München 1961. (Piper-Bücherei; 163)
- Davoser Tagebuch. Eine Darstellung des Malers und eine Sammlung seiner Schriften. [Hrsg.: ] Lothar Grisebach. DuMont Schauberg, Köln 1968. (Dumont-Dokumente)
- Hans Delfs u. a. (Hrsg.): Kirchner, Schmidt-Rottluff, Nolde, Nay ... Briefe an den Sammler und Mäzen Carl Hagemann. Ostfildern 2004.
- Hans Delfs (Hrsg.): Ernst Ludwig Kirchner, Der gesamte Briefwechsel. Zürich 2010.
- Schriftwechsel Ernst Ludwig Kirchner – Dr. Frédéric Bauer. Magazin V: Frédéric Bauer. Kirchner-Museum Davos, Davos 2004.

## Film
- Der doppelte Kirchner. Dokumentarfilm, Deutschland, 2010, 26 Min., Buch und Regie: Barbara Dickenberger, Produktion: Hessischer Rundfunk, arte, Inhaltsangabe von ARD.